# 新名神高速道路
新名神高速道路（しんめいしんこうそくどうろ、英語: SHIN-MEISHIN EXPWY）は、三重県四日市市から滋賀県、京都府、大阪府を経由し兵庫県神戸市北区へ至る高速道路（高速自動車国道）である。略称は新名神高速（しんめいしんこうそく）、新名神（しんめいしん）など。
高速道路ナンバリングによる路線番号は、新東名高速道路（新東名）・伊勢湾岸自動車道ともに「E1A」が割り振られている。

## 概要
新東名・伊勢湾岸道とともに、東京・名古屋・大阪の日本三大都市を結ぶ新たな国土軸を担う道路である。従来から存在していた東名高速道路（東名）・名神高速道路（名神）とは相互に補完関係にある。東名・名神の交通量の増加により交通混雑が頻発しているほか、自動車交通に依存している産業・経済を支える役割の道路が断絶した場合の影響は壊滅的な状況になるものであると予測されたことから、東名・名神とのダブルネットワーク、適切な交通機能の分担により、高い信頼性を確保する道路として計画されたものである。道路カラーは     ライトグリーン。
おおむね名神と並行するが、関ヶ原・琵琶湖南岸を通過する中山道沿いから天王山を越えて進む名神に対して、新名神は鈴鹿峠越えの東海道（国道1号）沿いを進み、淀川を横断して北摂山系を貫くルートで建設されており、名古屋 - 神戸間を比較的直線的に結ぶ一方で、大阪市や京都市といった大都市の市域からは離れたルートが選択されている。
新名神の整備により、交通の流れや交通量に変化が出ている。
高速自動車国道法に基づく正式な路線名は名古屋・神戸間を結ぶ「近畿自動車道名古屋神戸線」といい、近畿自動車道名古屋神戸線のうちの四日市ジャンクション (JCT) - 神戸JCT間に相当する区間を、一般公衆に案内する道路名（通称名）として「新名神高速道路」の名称で一部供用中の高速道路である。道路名称決定までの仮称は「第二名神高速道路」であったが、2007年（平成19年）4月23日に「快適性や走行性に優れた21世紀の新時代にふさわしい道路となる」ということから新名神高速道路と道路名称が発表された経緯がある。
愛称は、第二名神自動車道建設促進協議会によって募集・決定された「畿央まほろばハイウェイ」。「しんめちゃん」というマスコットキャラクターが存在する。部分開通を迎えた際、テレビ・ラジオCMやリーフレットなど宣伝広告に用いられたキャッチコピーは、「日本のまん中に、元気な流れ」。
建設に当たっては紫香楽宮に関連する遺跡や鵜殿のヨシ原の付近を通過する箇所があり、前者については工事計画の変更を余儀なくされ、後者については2013年（平成25年）に国土交通大臣に計画の見直しを求めて約7万9000人分の署名簿が提出されるなどの事象が生じている。
かつて新名神や新東名などの中央分離帯（暫定4車線施工により空き地となった追越車線用地を含む）に専用軌道を敷き、東京 - 大阪間に物流専用の高速貨物鉄道を整備する東海道物流新幹線構想が検討されていたが、2020年（令和2年）12月現在では新東名の御殿場JCT - 浜松いなさJCT間の全線6車線化が完成し、残りの区間についても6車線化に向けた本格的な調査が開始されているため、当構想は事実上消滅している。

### 道路規格
四日市JCT - 亀山西JCTと城陽JCT/IC - 八幡京田辺JCT/IC間、高槻JCT - 神戸JCT間は工費や工期削減のため従来の4車線構造で施工されており、路肩部分も下記に示す幅は確保されていない。
本線
- 道路構造 : 第1種第1級（亀山西JCT - 甲賀土山ICの下り線以外は暫定施工時 : 第1種第2級）
- 設計速度 : 120 km/h（完成型[注釈 2]）100 km/h（暫定型）
- 車線
  - 亀山西JCT - 甲賀土山IC 下り線 : 3.50 m × 2 + 3.75 m
  - 上記以外の区間 : 走行車線3.50 m 追い越し車線3.75 m（用地買収 : 6車線）
- 路肩（往復分離しない区間[注釈 3]）
  - 土工部 : 2.50 m - 3.00 m × 2（左側）
  - 橋梁部（中小橋） : 2.50 m - 3.00 m × 2（左側）
  - 橋梁部（長大橋） : 1.75 m - 3.125 m × 2（左側）
- 路肩（往復分離する区間[注釈 4]）
  - 土工部 : 2.50 m - 3.50 m（左側）1.25 m - 1.75 m（右側）
  - トンネル部 : 1.00 m - 2.50 m
  - 橋梁部（中小橋） : 2.50 m - 3.00 m（左側）1.25 m - 1.75 m（右側）
  - 橋梁部（長大橋） : 1.75 m - 3.125 m（左側）1.25 m（右側）
- 中央分離帯 : 4.50 m
- 中央分離帯の路肩 : 2.00 m（トンネル部1.25 m）
- 最小曲線半径 : 標準値3,000 m 特例値1,500 m
- 最急勾配 : 標準値2.0 % 特例値3.0 %
- 最小縦断曲線半径 : 凸型標準値40,000 m 特例値23,000 m 凹型標準値9,000 m 特例値6,000 m
- 停止視距 : 310 m

名神に比べ、車線は1車線あたり15 cm広く、道路全体では4 m広い。曲線半径は名神が一般的に半径1,000 m - 2,000 mであるのに対し、新名神は大部分が半径3,000 m以上である。勾配の割合も名神が5 %であるのに対し、新名神では半分以下の2 %に抑えられている。
連絡路
- 道路構造 : 第1種第3級
- 設計速度 : 80 km/h
- 車線 : 3.50 m×2
- 路肩 : 2.50 m（橋梁部1.75 m）
- 最小曲線半径 : 標準値700 m
- 最急勾配 : 標準値4.0 %

### 一部区間の建設凍結と凍結解除の経緯

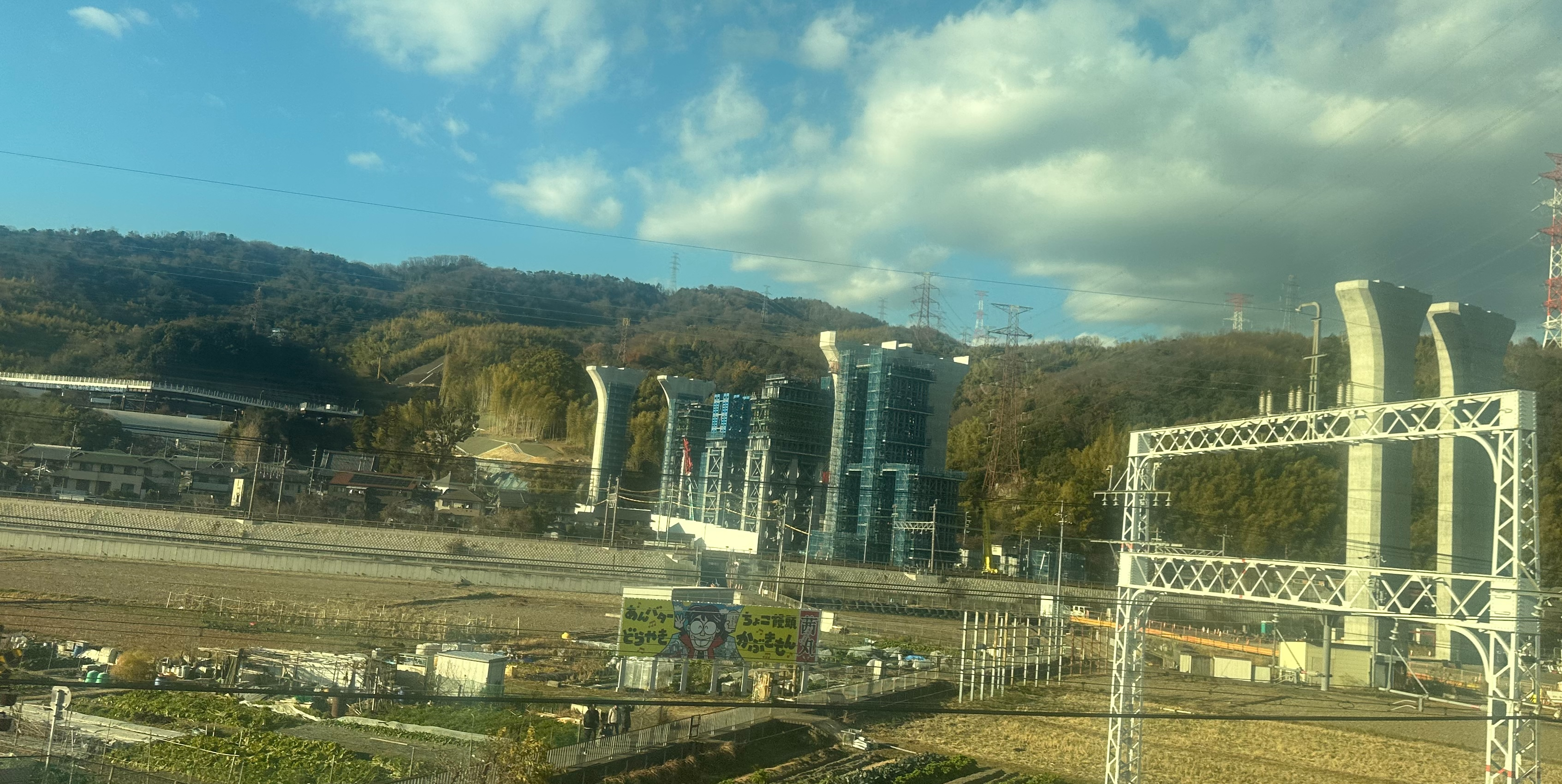
2027年開通予定の八幡京田辺JCT/IC - 高槻JCT/IC間の工事。（2025年1月）

新名神高速道路は新東名・伊勢湾岸道と共に、東京・名古屋・大阪の三大都市圏を結ぶ日本の新しい大動脈として期待されている。しかし、道路関係四公団民営化推進委員会委員であった猪瀬直樹が京滋バイパスや第二京阪道路と重複し、交通需要が低く採算性が見込めない区間とされる滋賀県大津市 - 京都府城陽市間約25 kmと京都府八幡市 - 大阪府高槻市間約10 kmの整備をしない意向を示した旨の意見書を、当委員会の最終意見として2002年（平成14年）12月6日に当時の小泉純一郎総理大臣に提出した。
これにより、2003年（平成15年）12月22日に政府・与党申し合わせで当区間が抜本的見直し区間に設定。同年12月25日の第1回国土開発幹線自動車道建設会議（国幹会議）では、新東名などと共に本線部分の暫定4車線での施工など、大幅な整備計画変更（コスト削減）が決定された。さらに2006年（平成18年）2月7日の第2回国幹会議にて「主要な周辺ネットワークの供用における交通状況等を見て、改めて事業の着工について判断する当面着工しない区間」とされ、第二京阪道路が全線開通した2010年（平成22年）3月20日以降に着工判断が持ち越され、法的に建設が予定されている国土開発幹線自動車道の整備を占う象徴的区間として政争の中心となっていた。沿線の滋賀県・京都府・大阪府の3知事などは凍結解除・早期着工を求めており、2009年（平成21年）4月27日の第4回国幹会議では、議論に至ったものの凍結解除は見送られた。
民主党政権下の2010年（平成22年）4月13日に当時の馬淵澄夫国土交通副大臣は毎日新聞の取材を受け、国幹会議で整備計画区間でありながら建設が凍結されている当路線を含む4路線5区間について「整備計画からの格下げもありうる」と発言し、建設中止を示唆する発言をしていた。第174回国会に提出中であった道路整備事業財政特別措置法改正案の適用で整備計画区間からの除外も可能であったことや、現職副大臣の発言であったため建設中止の可能性が高まっていた。
事業を担当するNEXCO西日本の西村英俊会長兼社長は「危機管理の点からも絶対に必要な道路。当然、着工しないといけない。」と明言していた。
2009年（平成21年）3月31日に国土交通省が費用便益比 (B/C) の再評価を以下のように発表している。
| 区間               | 延長 (km) | 事業費（億円） | 計画交通量（台/日） | 費用便益比 (B/C) |
| ------------------ | --------- | -------------- | ------------------- | ---------------- |
| 四日市JCT - 菰野IC | 12.6      | 1,461          | 40,000 - 51,700     | 4.1              |
| 菰野IC - 亀山西JCT | 15.2      | 1,798          | 41,600              | 3.9              |
| 大津JCT - 城陽IC   | 25.1      | 3,273          | 45,200 - 49,200     | 2.3              |
| 城陽IC - 高槻JCT   | 14.2      | 5,155          | 29,600 - 46,500     | 2.0              |
| 高槻JCT - 神戸JCT  | 40.5      | 7,206          | 34,900 - 42,200     | 1.1              |

上記の通り、費用便益比が1.1の高槻JCT - 神戸JCT間が先に事業化されており、1.1より高い大津JCT - 城陽IC間が当面着工しない区間に指定されていた。
その後、2012年（平成24年）4月6日に民主党の前田武志国土交通大臣が当面着工しない区間の建設凍結解除を表明し 、同月20日には事業許可が下りた。これにより未開通区間は全て事業化された。
未開通区間のうち八幡京田辺JCT/IC - 高槻JCT/IC間が2027年（令和9年）度に開通予定、大津JCT - 城陽JCT/IC間は2028年（令和10年度）以降に開通予定である。

## インターチェンジなど
名神ではIC番号は東名からの通し番号となっているが、新名神は新東名との間に伊勢湾岸道を挟むことから、新東名からの通し番号とはなっておらず、新名神単独で1から振られている。
- IC番号欄の背景色が■である区間は既開通区間に存在する。
施設欄の背景色が■である区間は未開通区間または未供用施設に該当する。
未開通区間の名称は仮称である。
- スマートインターチェンジ (SIC) 等のETC専用ICは背景色■で示す。
- バスストップ (BS) のうち、○/●は運用中、◆は休止中の施設。無印はBSなし。
- 英略字は以下の項目を示す。
IC：インターチェンジ、SIC：スマートインターチェンジ、JCT：ジャンクション、SA：サービスエリア、PA：パーキングエリア、BS：バスストップ

### 本線
| IC 番号              | 施設名               | 接続路線名                                                                | 起点 から (km) | BS | 備考                                                                      | 所在地 | 所在地            |
| -------------------- | -------------------- | ------------------------------------------------------------------------- | -------------- | -- | ------------------------------------------------------------------------- | ------ | ----------------- |
| E1A 伊勢湾岸自動車道 |                      |                                                                           |                |    |                                                                           |        |                   |
| 29-1                 | 四日市JCT            | E23 東名阪自動車道                                                        | 0.0            | -  |                                                                           | 三重県 | 四日市市          |
| 1                    | 新四日市JCT          | C3 東海環状自動車道                                                       | 4.4            | -  |                                                                           | 三重県 | 四日市市          |
| 2                    | 菰野IC               | 国道477号（四日市湯の山道路）                                             | 12.6           |    |                                                                           | 三重県 | 三重郡 菰野町     |
| 2-1                  | 鈴鹿PA/SIC           | 市道山本65号線                                                            | 20.6           |    |                                                                           | 三重県 | 鈴鹿市            |
| 3                    | 亀山西JCT            | E1A 亀山連絡路                                                            | 27.3           | -  |                                                                           | 三重県 | 亀山市            |
| -                    | 土山SA/BS            | -                                                                         | 38.3           | ○  | 給油所設置                                                                | 滋賀県 | 甲賀市            |
| 4                    | 甲賀土山IC           | 県道340号甲賀土山インター線 県道24号甲賀土山線 名神名阪連絡道路（調査中） | 41.3           |    |                                                                           | 滋賀県 | 甲賀市            |
| 5                    | 甲南IC/PA            | 県道343号甲南インター線 県道337号柑子塩野線                               | 51.5           |    | ICとPAの相互利用不可                                                      | 滋賀県 | 甲賀市            |
| 6                    | 信楽IC               | 県道341号信楽インター線 国道307号                                         | 58.2           |    |                                                                           | 滋賀県 | 甲賀市            |
| 7                    | 大津JCT              | E1A 大津連絡路                                                            | 69.8           | -  | 草津JCT方面のみ接続                                                       | 滋賀県 | 大津市            |
| -                    | 大津SA/新名神大津SIC | 県道783号宇治田原大石東線                                                 | 78.8           |    | 2028年度以降開通予定                                                      | 滋賀県 | 大津市            |
| 8                    | 宇治田原IC           | 国道307号                                                                 | 87.8           |    | 2028年度以降開通予定                                                      | 京都府 | 綴喜郡 宇治田原町 |
| -                    | 城陽SIC              | 市道城陽スマートインター線                                                | 90.9           |    | 2028年度以降開通予定                                                      | 京都府 | 城陽市            |
| 9                    | 城陽JCT/IC           | E24 京奈和自動車道 国道24号大久保バイパス                                 | 94.9           | -  | 2028年度以降開通予定                                                      | 京都府 | 城陽市            |
| 10                   | 八幡京田辺JCT/IC     | E89 第二京阪道路 府道284号八幡京田辺インター線                            | 98.4           | -  |                                                                           | 京都府 | 八幡市            |
| 2027年度開通予定     |                      |                                                                           |                |    |                                                                           | 京都府 |                   |
| 11                   | 高槻JCT/IC           | E1 名神高速道路 府道79号伏見柳谷高槻線                                    | 109.1          | -  | 2018年3月現在のキロポストは109.7KPから 名神分岐 - 新名神分岐間距離 1.4 km | 大阪府 | 高槻市            |
| 12                   | 茨木千提寺IC/PA      | 府道1号茨木摂津線                                                         | 119.0          |    |                                                                           | 大阪府 | 茨木市            |
| 13                   | 箕面とどろみIC       | 国道423号 箕面有料道路                                                    | 127.1          |    |                                                                           | 大阪府 | 箕面市            |
| 14                   | 川西IC               | 県道721号川西インター線                                                   | 132.7          |    |                                                                           | 兵庫県 | 川西市            |
| 14-1                 | 宝塚北SA/SIC         | 市道宝塚北インター線                                                      | 141.5          |    | 給油所設置                                                                | 兵庫県 | 宝塚市            |
| 5-1                  | 神戸JCT              | E2A 中国自動車道                                                          | 149.6          | -  |                                                                           | 兵庫県 | 神戸市 北区       |
| E2 山陽自動車道      |                      |                                                                           |                |    |                                                                           |        |                   |

### 亀山連絡路
- 全区間三重県亀山市内に所在。
- 上り線のKPの数字の左には「F」、下り線には「E」とアルファベットが表記されている。
これは亀山連絡路が新名神と東名阪道を結ぶランプであるため、亀山西JCTのランプ（A・B・C・Dランプ）の続きである「E」と「F」が表記されている。

| IC 番号                  | 施設名    | 接続路線名         | 起点 から （km） | BS | 備考 |
| ------------------------ | --------- | ------------------ | ---------------- | -- | ---- |
| 鈴鹿亀山道路（計画路線） |           |                    |                  |    |      |
| 32-1                     | 亀山JCT   | E23 東名阪自動車道 | 0.0              | -  |      |
| 3                        | 亀山西JCT | E1A 本線           | 4.8              | -  |      |

### 大津連絡路
- 全区間滋賀県内に所在。
- KPの数字の左には、「W」のアルファベットが表記されている。
- 起終点は草津JCTから大津JCTであるが、KP上は大津JCTから草津JCTとなっている。

| IC 番号 | 施設名     | 接続路線名                                          | 起点 から （km） | BS | 備考                  | 所在地 | 所在地 |
| ------- | ---------- | --------------------------------------------------- | ---------------- | -- | --------------------- | ------ | ------ |
| 30-1    | 草津JCT    | E1 名神高速道路                                     | 3.6              | -  |                       | 草津市 |        |
| 7-1     | 草津田上IC | 県道342号草津田上インター線 県道2号大津能登川長浜線 | 2.4              |    |                       | 草津市 |        |
| 7       | 大津JCT    | E1A 本線                                            | 0.0              | -  | 亀山西JCT方面のみ接続 | 大津市 |        |

## 歴史
- 1987年（昭和62年）
  - 6月30日：第四次全国総合開発計画の閣議決定により、第二名神自動車道として名古屋 - 神戸間が高規格幹線道路に構想される[33][34]。
  - 9月1日：国土開発幹線自動車道建設法の一部改正により、近畿自動車道名古屋神戸線として名古屋市 - 神戸市が国土開発幹線自動車道の予定路線となる[35]。
- 1989年（平成元年）
  - 2月17日：近畿自動車道飛島神戸線として愛知県海部郡飛島村 - 神戸市が高速自動車国道に指定される[36]。
  - 2月27日：基本計画が決定する[37]。
- 1991年（平成3年）12月3日：飛島 - 四日市間、亀山 - 城陽間の整備計画が決定する[37]。
- 1993年（平成5年）
  - 11月19日：亀山 - 城陽間の施工命令が出る[37]。
  - 12月4日：亀山JCT - 草津田上IC間の事業に着手する[38]。
- 1996年（平成8年）12月27日 : 四日市 - 菰野間、城陽 - 八幡間、八幡 - 高槻間、箕面 - 神戸間の整備計画が決定する[37]。
- 1997年（平成9年）12月25日 : 城陽 - 八幡間の施工命令が出る[37]。
- 1998年（平成10年）
  - 1月20日：城陽JCT/IC - 八幡JCT/IC間の事業に着手する。
  - 12月25日：四日市 - 菰野間、八幡 - 高槻間、箕面 - 神戸間の施工命令が出る[37]。
四日市 - 菰野間、八幡 - 高槻間、箕面 - 神戸間の整備計画が変更されるとともに、菰野 - 亀山間、高槻 - 箕面間の整備計画が決定する[37]。
- 1999年（平成11年）
  - 1月8日：新四日市JCT - 菰野IC間、箕面IC - 神戸JCT間の事業に着手する。
  - 12月24日：高槻 - 箕面間の施工命令が出る[37]。
- 2000年（平成12年）1月12日：高槻第一JCT - 箕面IC間の事業に着手する。
- 2001年（平成13年）11月28日：新宮神社遺跡の保存ため工法を変更する。
- 2002年（平成14年）12月6日：道路関係四公団民営化推進委員会が大津 - 城陽間と、八幡 - 高槻間を整備をしない意向を示した意見書を、小泉純一郎総理大臣に提出する。
- 2003年（平成15年）
  - 12月22日：政府与党の申し合わせにより、大津 - 城陽間、八幡 - 高槻間が抜本的見直し区間に設定される[37][39]。
  - 12月25日：第1回国土開発幹線自動車道建設会議（国幹会議）[40] で整備計画の変更（コスト削減）が決定する[41]。
- 2005年（平成17年）
  - 3月19日：草津JCT - 草津田上IC間（大津連絡路の一部）が名神高速道路の支線として開通する[42]。
  - 4月1日：菰野IC - 亀山西JCT間の事業に着手する。
  - 4月20日：鍛冶屋敷遺跡の保存ため工法を変更する。
  - 9月13日：一般公募により愛称が畿央まほろばハイウェイに決定する[9]。
- 2006年（平成18年）
  - 2月7日：第2回国幹会議[43] で35%を超えるコスト削減とともに、当面着工しない区間として整備計画を変更し着工が凍結する[44]。
  - 3月31日：新四日市JCT - 大津JCT間、城陽JCT/IC - 八幡JCT/IC間、高槻第一JCT - 神戸JCT間の事業許可が出る[45]。
- 2007年（平成19年）4月23日：道路名称が第二名神高速道路から新名神高速道路に、亀山JCT〜草津田上IC間の各施設の名称が正式決定する[7][8]。
- 2008年（平成20年）2月23日：亀山JCT - 草津田上IC間が開通し[38]、それに伴い草津JCT - 草津田上IC間が新名神高速道路に編入する。
- 2009年（平成21年）
  - 3月20日：甲南ICが地域活性化ICとして供用を開始する[46]。
  - 8月28日：兵庫県と宝塚市が要望していた[47] 宝塚SAの設置が決定する[48][49]。
  - 12月12日：高槻第一JCT - 神戸JCT間の工事に着手する[50]。
- 2010年（平成22年）3月1日：宝塚SAに併設する形でスマートICを設置する方針が固まる[51]。
- 2011年（平成23年）12月4日：城陽JCT/IC - 八幡JCT/IC間の工事に着手する[52]。
- 2012年（平成24年）
  - 4月6日：大津JCT - 城陽JCT/IC間、八幡JCT/IC - 高槻第一JCT間の着工の凍結が解除する[17][18]。
  - 4月20日：大津JCT - 城陽JCT/IC間、八幡JCT/IC - 高槻第一JCT間と宝塚北スマートICの事業認可が出る[19][37]。
- 2016年（平成28年）
  - 4月22日：有馬川橋橋桁落下事故が発生する[53][54]。
  - 5月19日：余野川橋の架設作業中に橋桁を支える仮受設備が、桁下を通過する箕面有料道路上に転倒する事故が発生する[55]。
  - 6月20日：三重県四日市市北山町の工事現場において、工事関係者が後退してきた油圧ショベルに轢かれ死亡する事故が発生する[56]。
  - 8月11日：四日市JCT - 新四日市JCT間が開通する[57]。
  - 10月3日：兵庫県猪名川町広根の建設現場において、足場の撤去作業中に作業員が高架橋から約20メートル下の猪渕川に転落し死亡する事故が発生する[58]。
- 2017年（平成29年）
  - 4月30日：城陽JCT/IC - 八幡京田辺JCT/IC間が開通する[59]。
  - 6月19日：箕面IC付近の上り線でクレーンでつり下げていた鉄板がはずれ作業員1人が下敷きとなり死亡する事故が発生する[60][61]。
  - 9月12日：箕面IC付近の工事現場で高さ約30mの足場から男性作業員が転落し、死亡する事故が発生する[62][63]。
  - 12月10日：高槻JCT/IC - 川西IC間が開通する[64]。
- 2018年（平成30年）
  - 3月15日：大阪府枚方市楠葉の淀川に架かる橋の工事現場で橋の先端にある鉄骨が外れ男性作業員が川に転落し、死亡する事故が発生する[65]。
  - 3月18日：川西IC - 神戸JCT間が開通する[66]。
- 2019年（平成31年 / 令和元年）
  - 3月17日：新四日市JCT - 亀山西JCT間が開通する[67]。
  - 3月29日：亀山西JCT - 大津JCT間の6車線化について国土交通省より事業許可を受ける[68]。
  - 12月13日：令和元年度補正予算にて、大津JCT - 城陽JCT/IC・八幡京田辺JCT/IC - 高槻JCT/IC間の6車線構造での建設が決定[69][注釈 12]。
  - 12月20日：大津JCT - 城陽JCT/IC・八幡京田辺JCT/IC - 高槻JCT/ICの6車線化が決定[70]。
  - 12月21日：亀山西JCTの新四日市JCT方面と亀山連絡路・亀山JCT方面を接続するランプが供用開始[71]。
- 2020年（令和2年）
  - 3月31日：大津JCT - 城陽JCT/IC・八幡京田辺JCT/IC - 高槻JCT/IC間において、国土交通省より6車線化工事の事業許可を受ける[72]。
- 2021年（令和3年）12月27日：大津JCT - 城陽JCT/IC間の開通時期を2023年度から2024年度に見直すことを発表[73]。
- 2022年（令和4年）
  - 1月27日：八幡京田辺JCT/IC - 高槻JCT/IC間の開通見通しを工程精査のため2023年度から未定とすることを発表[74]。
  - 2月9日：八幡京田辺JCT/IC - 高槻JCT/IC間の開通時期を2027年度とすることを発表[20]。
  - 3月29日：甲南IC - 信楽IC間の下り線のうち甲南トンネル前後の延長約4.5 kmおよび信楽IC - 大津JCT間の上り線のうち金勝山トンネル前後の延長約5.0 kmを3車線化[75]。
  - 7月14日 : 滋賀県大津市大石東で行われていた橋脚の基礎工事中、鉄骨が建設中の橋から落下し男性作業員が下敷きになり、死亡する事故が発生する[76][77]。
  - 7月22日：亀山西JCT - 甲賀土山IC間の上り線のうち延長約4.1 kmを3車線化[78]。

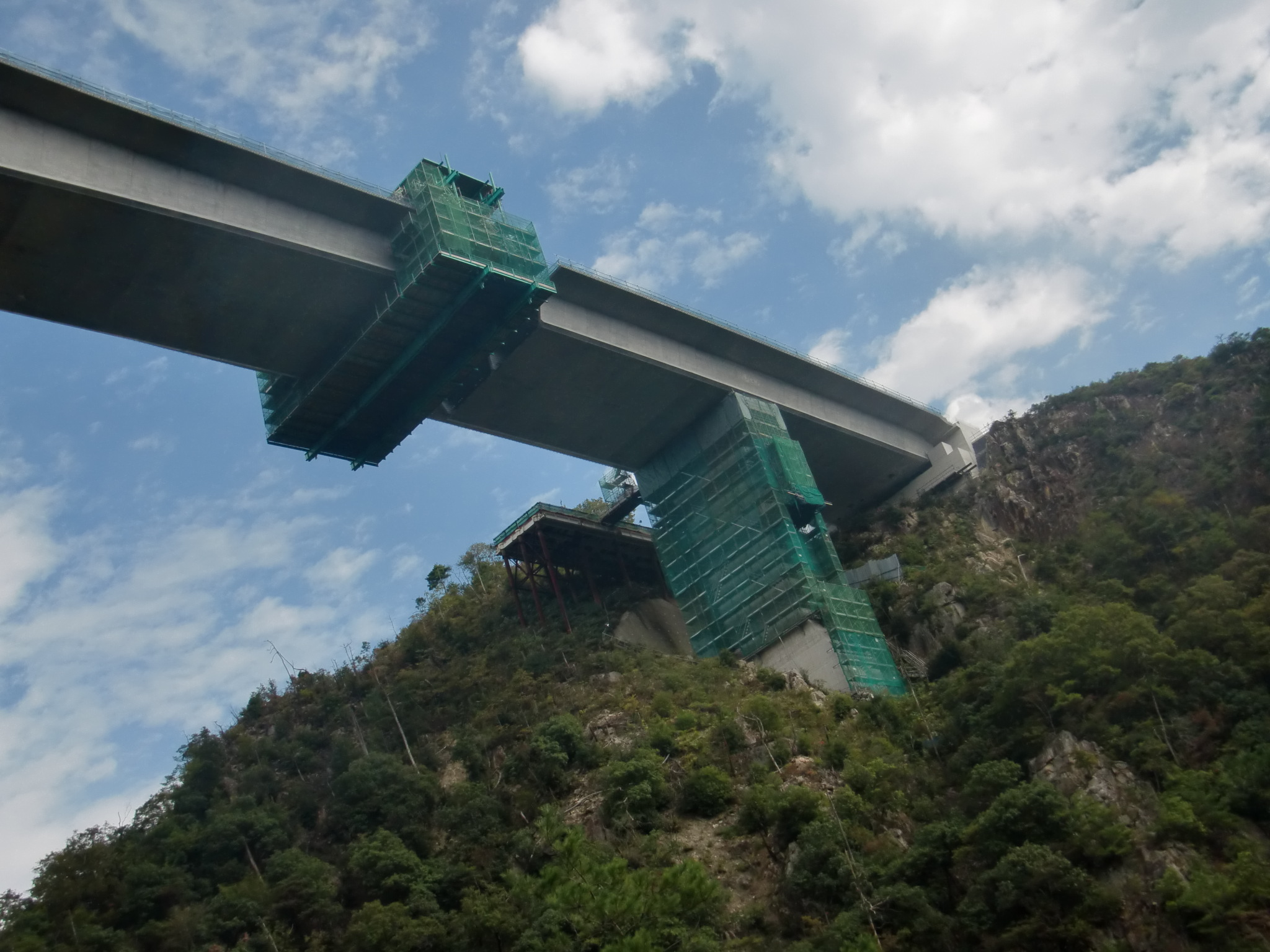
宝塚市の川下川ダム上空にかかる工事中の川下川橋 2012年11月

- 2023年（令和5年）3月30日：甲賀土山IC付近の延長約7.4 kmを6車線化[79]。
- 2024年（令和6年）
  - 1月17日：大津JCT - 城陽JCT/IC間の開通見通しを工程精査のため2024年度から未定とすることを発表[80]。
  - 12月24日：この日行われた大津JCT - 城陽JCT/IC間の工事連絡調整会議の席上、前述の工程調査の結果、宇治田原IC周辺の土壌改良に大幅な時間を要するため、開通見通しが当初の2024年度から少なくとも4年（工程の進捗次第ではさらに1−2年）遅れ、2028年度以降になることが報告される[21][22]。

### 今後の予定
- 2023年度（令和5年度）以降
  - 亀山西JCT - 大津JCT間が順次6車線化予定[81][82]。
- 2027年度（令和9年度）
  - 八幡京田辺JCT/IC - 高槻JCT/IC間が開通予定[20][注釈 5]。
- 2028年度（令和10年度）以降
  - 大津JCT - 城陽JCT/IC間が開通予定[21][22][注釈 6]。

※この情報は2025年3月現在の情報である。

## 建設にかかる事件・事故
| 発生日        | 発生場所               | 死者数 | 負傷者数 | 備考                                        |
| ------------- | ---------------------- | ------ | -------- | ------------------------------------------- |
| 2016年4月22日 | 兵庫県神戸市北区道場町 | 2      | 8        | 橋桁落下→新名神高速道路有馬川橋橋桁落下事故 |
| 2016年5月19日 | 大阪府箕面市下止々呂美 | 0      | 0        | 橋桁を支える仮受設備の転倒                  |
| 2016年6月20日 | 三重県四日市市北山町   | 1      | 0        | 建設機械による轢過                          |
| 2016年10月3日 | 兵庫県猪名川町広根     | 1      | 0        | 足場から転落                                |
| 2017年6月19日 | 大阪府箕面市下止々呂美 | 1      | 0        | 鉄板の落下                                  |
| 2017年9月12日 | 大阪府箕面市下止々呂美 | 1      | 0        | 足場から転落                                |
| 2018年3月15日 | 大阪府枚方市楠葉       | 1      | 0        | 足場の落下                                  |
| 2022年7月14日 | 滋賀県大津市大石東     | 1      | 0        | 鉄骨の落下                                  |

入札情報漏洩疑い
2009年12月12日に高槻JCT - 神戸JCTの40.5 kmが着工されたが、この区間のうちの一部において、工事価格の情報が、入札前に清水建設に漏洩した疑いが出ており、この疑惑を受け西日本高速道路は工事の入札を中止しており、兵庫県警が清水建設及び社員宅を捜索するなどして捜査を行った。
有馬川橋橋桁落下事故
2016年4月22日午後4時30分頃、兵庫県神戸市北区の工事区間で橋桁落下事故が発生。120 mの長さの橋桁の片方が国道176号上に落下し、10人が巻き込まれ、2人が死亡した。この影響で、国道176号が長期通行止めとなったほか、高槻JCT/IC - 神戸JCT間の開通が半年から1年遅れた。

## 整備効果
亀山JCT - 草津JCT
2005年（平成17年）3月19日に草津JCT - 草津田上IC間が開通し、当初2009年（平成21年）3月の開通予定であった亀山JCT - 草津田上IC間の49.7 kmが、コスト削減により設計規格を見直し、1年前倒しで2008年（平成20年）2月23日に開通した（総事業費4652億円）。これにより、名神と新名神のダブルネットワークが完成したが、後述のとおり、東名阪道で渋滞が頻発した。
豊田JCT - 草津JCT間における東名・名神経由のルートと伊勢湾岸道・東名阪・新名神経由の2ルートを比較すると、所要時間は名神経由の約2時間5分から新名神経由の約1時間35分へと30分の短縮、走行距離では名神経由約160 kmから新名神経由約126 kmと約34 kmの短縮となる。西日本高速道路が発表の開通後1年間のとりまとめによれば、名神経由の交通の一部が新名神経由へ転換したことにより、東名・名神の交通量は減少、豊田JCT - 草津JCT間の渋滞回数は減少した（一宮JCT - 草津JCT間の渋滞は約7割減少）。また、この2ルートの分担率は名神経由が26%、新名神経由が74%と、豊田JCT - 草津JCTでは新名神の利用が進んでいることがわかる。さらには、東名・名神で発生した通行止めの際には代替ルートとしても機能した実績も挙げられた。
一方、東名阪自動車道では渋滞が多発した。上述の通り、豊田JCT - 草津JCT間を通過する車両が名神経由26 %・新名神経由74 %となった。そのため、接続先の東名阪道の亀山JCT - 四日市JCT間では新名神開通前と比べて渋滞回数が約2.7倍に増加した。ゴールデンウィークや土日・祝日の夕方などに渋滞が多発している。渋滞が10 - 20 km以上に及ぶこともあり、名神草津JCT以西から東名豊田JCT以東を通過する場合に通常時は新名神経由が20分ほど早く通過出来るが、渋滞時は名神経由と同等、もしくは名神経由の方が早い場合がある。渋滞緩和のため、東名阪道の一部区間での付加車線の設置やLEDライトの発光で速度低下を防ぐ仕組みを導入するなどの様々な試みが施されたが渋滞解消には至らず、抜本的対策である新四日市JCT - 亀山西JCT間の開通が待たれた。

新四日市JCT - 亀山西JCT
2019年（平成31年）3月17日に開通した新四日市JCT - 亀山西JCT間は東名阪との並行区間であるため、上述の渋滞を抜本的に解消する区間である。新名神開通前は東名阪のみで1日平均98,900台の交通を担っていたが、開通後には東名阪61,200台、新名神45,400台と、東名阪の交通が新名神にも分散したことにより、東名阪の交通量が4割減少した。これにより、東名阪での交通集中による渋滞回数は新名神開通前の1157回から開通後の265回へ、およそ8割の減少を遂げた。一方で、四日市JCT以東から亀山西JCT以西を通過する交通の内約1割（1日平均3600台）は東名阪を利用していることから、これらが新名神経由のルートに転換することで、東名阪で残る渋滞をさらに軽減できる見込みもある。東名阪での渋滞減少は、並行する一般国道の交通にも影響を及ぼす結果となっている。具体的には、東名阪における渋滞が大幅に減少したことにより、東名阪に並行する国道1号と国道23号の通過交通のうち約4割が減少し、その減少分の大部分は東名阪へと転換したと考えられる。また、東名阪において事故が発生した際には新名神経由のルートへの迂回が行われ、ダブルネットワーク効果も現れた。事故という観点では、新名神開通前に東名阪での事故は501件でうち渋滞起因の事故は254件起こっていたが、新名神開通後の東名阪では190件（うち渋滞起因24件）、新名神に至っては46件（うち渋滞起因0件）と、事故件数は約5割の減少が見られた。
高槻JCT - 神戸JCT
2017年（平成29年）12月10日の高槻JCT - 川西IC間（23.6 km）と、2018年（平成30年）3月18日の川西IC - 神戸JCT間（16.9 km）の開通により、高槻 - 神戸間における名神・中国道と新名神のダブルネットワークが完成した。開通から1年後に西日本高速道路が発表したとりまとめによれば、高槻 - 神戸間の交通が名神・中国道ルートと新名神ルートに分散し、名神・中国道ルートでは開通前と比較しておよそ20%、通行量が減少した。名神・中国道ルートにおける、2018年（平成30年）の交通混雑期（ゴールデン・ウィーク、お盆、年末年始）に発生した10 km以上の渋滞は、前年比で約5割から9割の減少、また開通前1年間と開通後1年間での5 km以上の渋滞回数を比較すると約7割減少する結果となった。

## 路線状況

### 車線・最高速度
| 区間                                   | 区間                          | 車線   | 車線   | 車線   | 最高速度            | 最高速度          | 最高速度          | 設計速度 | 備考      |
| 本線/連絡路                            | 区間                          | 上下線 | 上り線 | 下り線 | 大型特殊 三輪・牽引 | 大型貨物 特定貨物 | 左記を除く車両    | 設計速度 | 備考      |
| -------------------------------------- | ----------------------------- | ------ | ------ | ------ | ------------------- | ----------------- | ----------------- | -------- | --------- |
| 本線                                   | 四日市JCT - 亀山西JCT         | 4      | 2      | 2      | 80 km/h             | 90 km/h           | 100 km/h （法定） | 120 km/h | 暫定4車線 |
| 本線                                   | 亀山西JCT - 鈴鹿TN手前        | 5      | 2      | 3      | 80 km/h             | 90 km/h           | 100 km/h （法定） | 120 km/h | 暫定5車線 |
| 本線                                   | 鈴鹿TN手前 - 甲賀土山IC       | 6      | 3      | 3      | 80 km/h             | 90 km/h           | 100 km/h （法定） | 120 km/h | 完成6車線 |
| 本線                                   | 甲賀土山IC - 甲南TN           | 4      | 2      | 2      | 80 km/h             | 90 km/h           | 100 km/h （法定） | 120 km/h | 暫定4車線 |
| 本線                                   | 甲南TN                        | 5      | 3      | 2      | 80 km/h             | 90 km/h           | 100 km/h （法定） | 120 km/h | 暫定5車線 |
| 本線                                   | 甲南TN - 金勝山TN             | 4      | 2      | 2      | 80 km/h             | 90 km/h           | 100 km/h （法定） | 120 km/h | 暫定4車線 |
| 本線                                   | 金勝山TN                      | 5      | 2      | 3      | 80 km/h             | 90 km/h           | 100 km/h （法定） | 120 km/h | 暫定5車線 |
| 本線                                   | 金勝山TN - 大津JCT            | 4      | 2      | 2      | 80 km/h             | 90 km/h           | 100 km/h （法定） | 120 km/h | 暫定4車線 |
| （大津JCT - 城陽JCT/IC間未開通）       |                               |        |        |        |                     |                   |                   |          |           |
| 本線                                   | 城陽JCT/IC - 八幡京田辺JCT/IC | 4      | 2      | 2      | 80 km/h             | 80 km/h           | 80 km/h （指定）  | 120 km/h | 暫定4車線 |
| （八幡京田辺JCT/IC - 高槻JCT間未開通） |                               |        |        |        |                     |                   |                   |          |           |
| 本線                                   | 高槻JCT - 神戸JCT             | 4      | 2      | 2      | 80 km/h             | 90 km/h           | 100 km/h （法定） | 120 km/h | 暫定4車線 |
| 亀山連絡路                             | 亀山JCT - 亀山西JCT           | 4      | 2      | 2      | 80 km/h             | 80 km/h           | 80 km/h （指定）  | 80 km/h  | 完成4車線 |
| 大津連絡路                             | 草津JCT - 大津JCT             | 4      | 2      | 2      | 80 km/h             | 80 km/h           | 80 km/h （指定）  | 80 km/h  | 完成4車線 |

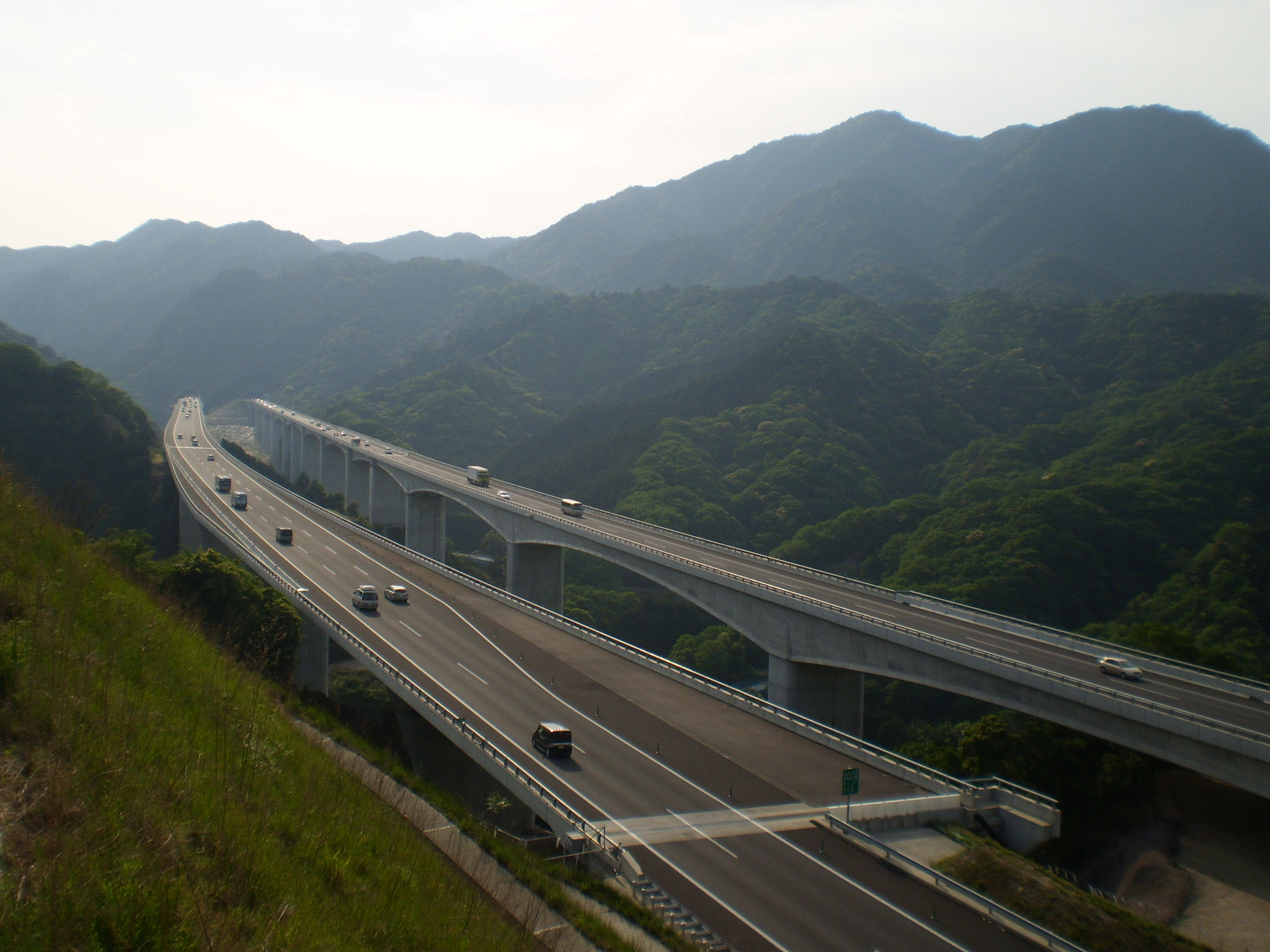
錐ヶ瀧橋で車線が増加

甲南トンネル-大津JCT付近にかけては、山の斜面に建設されたために、上下線で路面の高さが異なっている。またトンネル部はスピード感覚が希薄になるため走行速度には注意を要する。
雨天時の水捌けが向上し、車両走行による水飛沫の発生・騒音の低減効果を有する高機能舗装で舗装されており、車線逸脱時の注意喚起として凹型注意喚起舗装、白線も従来の20 cmから30 cmの幅広タイプの採用など、全線において様々な面で安全対策がとられている。
コスト削減により、下り線の亀山西JCT-甲賀土山IC間を除く本線は暫定4車線での開通になったが完成6車線分の用地買収はされており、トンネルや一部橋梁では完成6車線規格での施工が済んでいる箇所がある。完成6車線での施工か否かは施工時期によって異なっており、暫定4車線区間の完成6車線での運用の際には、土工部では中央分離帯の暫定緑化を縮小する、橋梁部では橋桁や橋脚の拡幅（一部橋脚は片側3車線分の幅で施工済み箇所あり）をするなど新たな追越車線となる3車線目を施工する必要がある。また、高槻JCT-神戸JCTの区間も橋梁は拡幅を前提とした設計になっているが、トンネルは完成4車線（片側2車線）分の幅しかないため、完成6車線で供用するにはトンネルの拡張や新規掘削等の工事が必要になる。
突発的な事故や渋滞の発生、気象状況等によって、三重県警・滋賀県警高速道路交通警察隊が規制速度を定めている。特に当路線では濃霧や横風により最高速度が50 km/hまでに制限される。

### サービスエリア・パーキングエリア
鈴鹿パーキングエリア (PA)・土山サービスエリア (SA)・甲南パーキングエリア (PA)・宝塚北サービスエリア (SA)には売店があるが、茨木千提寺パーキングエリア (PA)には売店がない。また土山SA・宝塚北SAは上下線集約型の特殊構造型SAで、レストラン（土山SAのみ）・ガソリンスタンドがあり、フードコート・売店・ガソリンスタンド・コンビニエンスストア（土山SAのみ、セブン-イレブン）が24時間営業となっている。土山SA・甲南PAは第三セクターが管理・運営する。鈴鹿PAにはガソリンスタンドがないが、並行する東名阪自動車道の御在所サービスエリアにはガソリンスタンドがある。

### トンネルと橋
本線

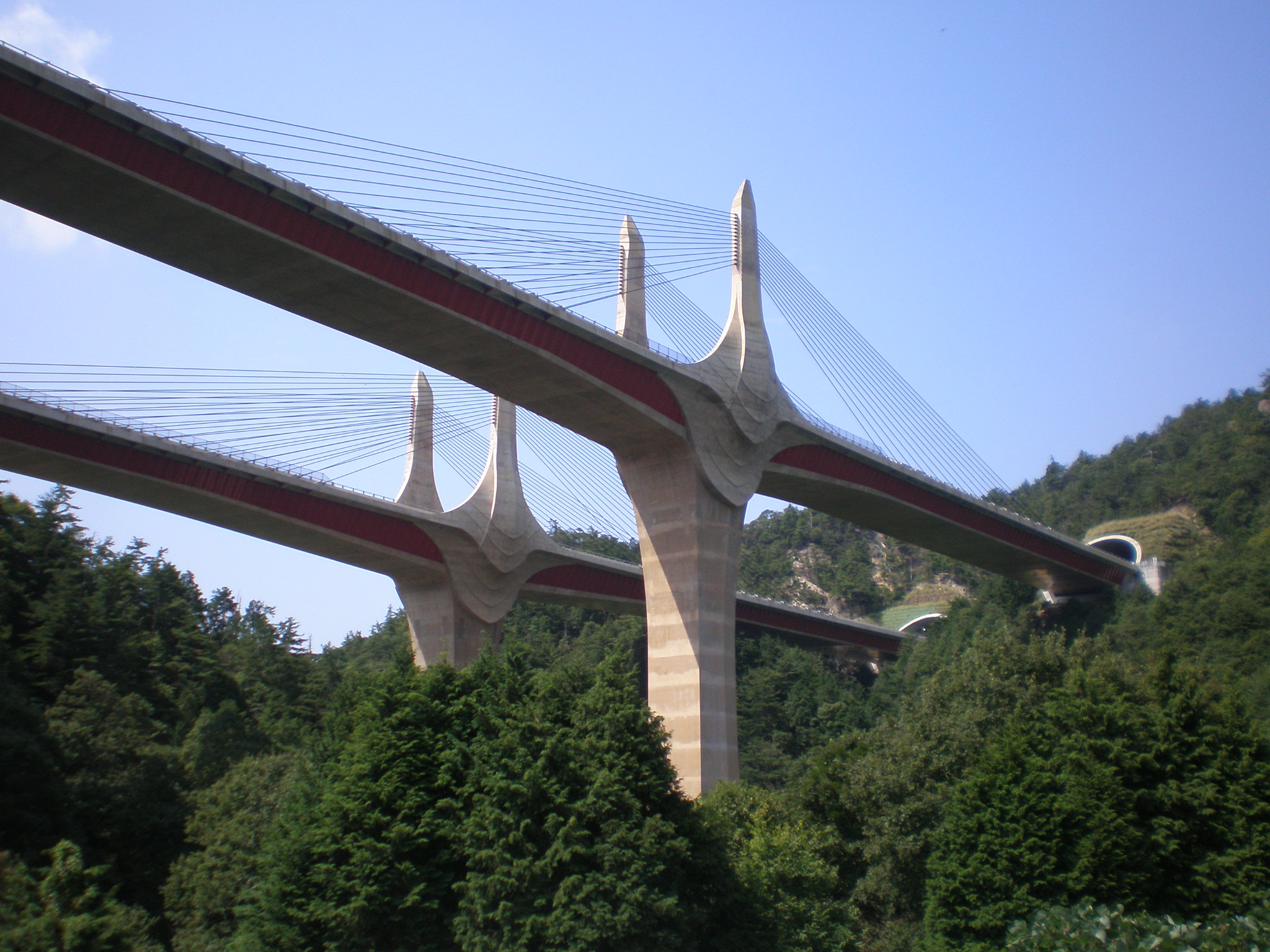
近江大鳥橋
（2006年度土木学会田中賞作品部門受賞）

- 四日市トンネル（菰野IC - 鈴鹿PA/SIC）：上り線1,353 m 下り線1,353 m
- 野登トンネル（鈴鹿PA/SIC - 亀山西JCT） : 上り線4,131 m 下り線4,137 m
- 錐ヶ瀧橋（亀山西JCT-土山SA） : 上り線1,257 m 下り線1,303 m
- 鈴鹿トンネル （亀山西JCT - 土山SA） : 上り線4,005 m 下り線3,959 m
- 池田高架橋（甲賀土山IC - 甲南IC/PA） : 上り線1,464 m 下り線1,460 m
- 甲南トンネル（甲南IC/PA - 信楽IC） : 上り線2,562 m 下り線2,530 m
- 隼人川橋（甲南IC/PA - 信楽IC） : 上り線674 m 下り線708 m
- 近江大鳥橋（信楽IC - 大津JCT） : 上り線495 m 下り線555 m
- 金勝山トンネル（信楽IC - 大津JCT） : 上り線3,836 m 下り線3,765 m
- （建設中）枚方トンネル（八幡京田辺IC/JCT - 高槻JCT）：3,015 m[94]
- （建設中）梶原トンネル（八幡京田辺IC/JCT - 高槻JCT）: 上り線 1,325 m 下り線1,305 m
- 原萩谷トンネル（高槻JCT - 茨木千提寺IC/PA）：上り線3,057 m 下り線：3,015 m
- 箕面トンネル（茨木千提寺IC/PA - 箕面とどろみIC）：上り線4,997 m 下り線4,982 m[95]
- 止々呂美トンネル（箕面とどろみIC - 川西IC）：上り線2,123 m 下り線1,997 m
- 切畑トンネル（川西IC - 宝塚北SA/SIC）：上り線1,975 m 下り線2,007 m
- 生野大橋（宝塚北SA/SIC - 神戸JCT） : 606 m
- 新名神武庫川橋（宝塚北SA/SIC - 神戸JCT） : 442.2 m

亀山連絡路
- 安坂山トンネル（亀山JCT - 亀山西JCT） : 上り線1,476 m 下り線1,073 m
- 池山高架橋（亀山JCT - 亀山西JCT） : 上り線941 m 下り線1,435 m

大津連絡路
- 萱尾川橋（大津JCT - 草津田上IC） : 上り線302 m 下り線302 m

#### トンネルと橋の数
| 区間       | 区間                             | トンネル | トンネル | 橋梁   | 橋梁   |
| 区間       | 区間                             | 上り線   | 下り線   | 上り線 | 下り線 |
| ---------- | -------------------------------- | -------- | -------- | ------ | ------ |
| 本線       | 四日市JCT - 新四日市JCT          | 0        | 0        | 2      | 2      |
| 本線       | 新四日市JCT - 菰野IC             | 0        | 0        | 不明   | 不明   |
| 本線       | 菰野IC - 鈴鹿PA/SIC              | 1        | 1        | 不明   | 不明   |
| 本線       | 鈴鹿PA/SIC - 亀山西JCT           | 1        | 1        | 不明   | 不明   |
| 本線       | 亀山西JCT - 土山SA               | 1        | 1        | 4      | 4      |
| 本線       | 土山SA - 甲賀土山IC              | 0        | 0        | 0      | 0      |
| 本線       | 甲賀土山IC - 甲南IC/PA           | 0        | 0        | 10     | 10     |
| 本線       | 甲南IC/PA - 信楽IC               | 1        | 1        | 4      | 4      |
| 本線       | 信楽IC - 大津JCT                 | 1        | 1        | 8      | 8      |
| 本線       | 城陽JCT/IC - 八幡京田辺JCT/IC    | 0        | 0        | 1      | 1      |
| 本線       | 高槻JCT/IC - 茨木千提寺IC/PA     | 3        | 3        | 不明   | 不明   |
| 本線       | 茨木千提寺IC/PA - 箕面とどろみIC | 1        | 1        | 不明   | 不明   |
| 本線       | 箕面とどろみIC - 川西IC          | 2        | 2        | 不明   | 不明   |
| 本線       | 川西IC - 宝塚北SA/SIC            | 3        | 3        | 不明   | 不明   |
| 本線       | 宝塚北SA/SIC - 神戸JCT           | 1        | 1        | 不明   | 不明   |
| 亀山連絡路 | 亀山JCT - 亀山西JCT              | 1        | 1        | 8      | 7      |
| 大津連絡路 | 草津JCT - 草津田上IC             | 0        | 0        | 3      | 3      |
| 大津連絡路 | 草津田上IC - 大津JCT             | 0        | 0        | 3      | 3      |
| 合計       | 合計                             | 16       | 16       | 40以上 | 39以上 |

亀山JCT - 草津田上IC間（草津JCT - 草津田上IC間の1.2 kmを除く）の49.7 kmのうち、土工部が26.7 km（54%）、橋梁部が11.5 km（23%）、トンネル部が11.5 km（23%）であり、地形比率は山地部約80%、平地部約20%である。
城陽JCT/IC-八幡京田辺JCT/IC間の3.5 kmのうち、土工部0.6 km（17%）・橋梁部2.9 km（83%）である。また、高槻JCT/IC-神戸JCT間の40.5 kmのうち、土工部13.4 km（35%）・橋梁部10.6 km（25%）・トンネル部17.3 km（40%）であり、大半が山地であるため橋梁33本、トンネル10本が設けられる。

### 道路照明灯
- 亀山JCT・草津JCT付近

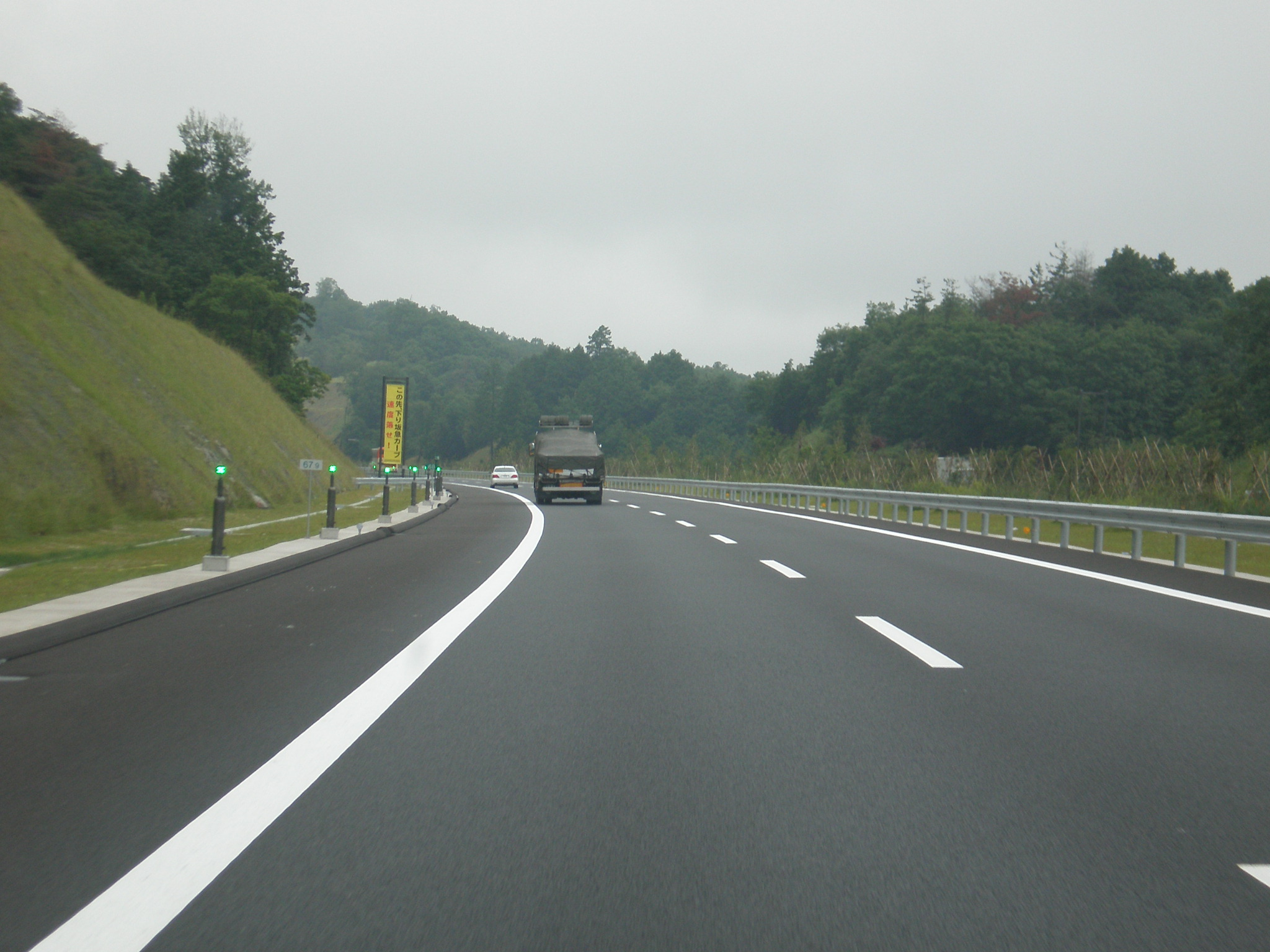
霧対策用視線誘導灯
（大津JCT付近 左側路肩）

- 甲賀土山IC・甲南IC・信楽IC・草津田上IC付近
- 土山SA・甲南PA付近
- 大津Aランプ橋・大津Dランプ橋（低位置照明）

ほぼ全線にわたり、山間部を通過している上に道路照明灯がJCT・IC・SA・PA付近にしか設置されていないので夜間は見通しが悪い。
また、信楽地区などで濃霧が発生しやすいため、一部区間の左側路肩に緑色の、右側路肩にオレンジ色の自発光LED霧対策用視線誘導灯が10m間隔で近畿地方では初めて設置されている。濃霧発生時だけでなく見通しの悪い夜間にも稼働している場合がある。

### 道路管理者
- NEXCO中日本 名古屋支社
  - 桑名保全・サービスセンター : 四日市JCT - 甲賀土山IC（甲賀土山ICを含まない）、亀山JCT - 亀山西JCT（亀山連絡路）
- NEXCO西日本 関西支社
  - 滋賀高速道路事務所 : 甲賀土山IC - 大津JCT、草津JCT - 大津JCT（大津連絡路）[96]
  - 京都高速道路事務所 : 城陽JCT/IC - 八幡京田辺JCT/IC[96]
  - 大阪高速道路事務所 : 高槻JCT/IC - 箕面とどろみIC[96]
  - 神戸高速道路事務所 : 箕面とどろみIC - 神戸JCT[96]

#### ハイウェイラジオ
- 菰野第一（新四日市JCT - 菰野IC）
- 土山（亀山西JCT - 甲賀土山IC）
- 甲賀（甲賀土山IC - 甲南IC/PA）
- 甲南トンネル上り（甲南IC/PA - 信楽IC 上り線のみ）
- 甲南トンネル下り（甲南IC/PA - 信楽IC 下り線のみ）
- 金勝山トンネル上り（信楽IC - 大津JCT 上り線のみ）
- 金勝山トンネル下り（信楽IC - 大津JCT 下り線のみ）
- 原萩谷（高槻JCT - 茨木千提寺IC）
- 箕面（茨木千提寺IC - 箕面とどろみIC）
- 止々呂美（箕面とどろみIC - 川西IC）
- 切畑（川西IC - 宝塚北SA/SIC）
- 道場（宝塚北SA/SIC - 神戸JCT）

甲南トンネル上り・甲南トンネル下りと金勝山トンネル上り・金勝山トンネル下りは無線局を持たないトンネル内ラジオ再放送設備を介したトンネル内放送である。また、上下線別放送になっており、上り線は上り方面のみの情報、下り線は下り方面のみの情報提供である。
NEXCO中日本名古屋支社とNEXCO西日本関西支社の管理境界となる甲賀土山ICを境に、東側は名古屋支社の一宮管制による4点チャイムの後に「○○時○○分現在の高速道路情報をお知らせします」で始まる形態、西側は関西支社の形態に分けられている。

### 交通量

#### 本線
24時間交通量（台） 道路交通センサス
| 区間                            | 平成22（2010）年度 | 平成27（2015）年度 | 令和3（2021）年度 |
| ------------------------------- | ------------------ | ------------------ | ----------------- |
| 四日市JCT - 新四日市JCT         | 調査当時未開通     | 調査当時未開通     | 44,585            |
| 新四日市JCT - 菰野IC            | 調査当時未開通     | 調査当時未開通     | 39,063            |
| 菰野IC - 鈴鹿PA/SIC             | 調査当時未開通     | 調査当時未開通     | 38,242            |
| 鈴鹿PA/SIC - 亀山西JCT          | 調査当時未開通     | 調査当時未開通     | 38,204            |
| 亀山西JCT - 甲賀土山IC          | 36,369             | 46,645             | 47,398            |
| 甲賀土山IC - 甲南IC             | 34,608             | 44,717             | 44,626            |
| 甲南IC - 信楽IC                 | 36,840             | 48,022             | 47,808            |
| 信楽IC - 城陽JCT/IC間           | 未開通             | 未開通             | 未開通            |
| 城陽JCT/IC - 八幡京田辺JCT/IC   | 調査当時未開通     | 調査当時未開通     | 15,198            |
| 八幡京田辺JCT/IC - 高槻JCT/IC間 | 未開通             | 未開通             | 未開通            |
| 高槻JCT/IC - 茨木千提寺IC       | 調査当時未開通     | 調査当時未開通     | 31,485            |
| 茨木千提寺IC - 箕面とどろみIC   | 調査当時未開通     | 調査当時未開通     | 32,141            |
| 箕面とどろみIC - 川西IC         | 調査当時未開通     | 調査当時未開通     | 34,702            |
| 川西IC - 宝塚北SA/SIC           | 調査当時未開通     | 調査当時未開通     | 33,925            |
| 宝塚北SA/SIC - 神戸JCT          | 調査当時未開通     | 調査当時未開通     | 34,407            |

（出典：「平成22年度道路交通センサス」・「平成27年度全国道路・街路交通情勢調査」・「令和3年度全国道路・街路交通情勢調査」（国土交通省ホームページ）より一部データを抜粋して作成）
- 令和2年度に実施予定だった交通量調査は、新型コロナウイルスの影響で延期された[97]。

#### 亀山連絡路
24時間交通量（台） 道路交通センサス
| 区間                | 平成22（2010）年度 | 平成27（2015）度 | 令和3（2021）年度 |
| ------------------- | ------------------ | ---------------- | ----------------- |
| 亀山JCT - 亀山西JCT | 36,369             | 46,645           | 61,146            |

（出典：「平成22年度道路交通センサス」・「平成27年度全国道路・街路交通情勢調査」・「令和3年度全国道路・街路交通情勢調査」（国土交通省ホームページ）より一部データを抜粋して作成）
- 令和2年度に実施予定だった交通量調査は、新型コロナウイルスの影響で延期された[97]。

#### 大津連絡路
24時間交通量（台） 道路交通センサス
| 区間                 | 平成22（2010）年度 | 平成27（2015）年度 | 令和3（2021）年度 |
| -------------------- | ------------------ | ------------------ | ----------------- |
| 草津JCT - 草津田上IC | 46,089             | 55,851             | 54,543            |
| 草津田上IC - 信楽IC  | 40,428             | 51,270             | 54,443            |

（出典：「平成22年度道路交通センサス」・「平成27年度全国道路・街路交通情勢調査」・「令和3年度全国道路・街路交通情勢調査」（国土交通省ホームページ）より一部データを抜粋して作成）
- 令和2年度に実施予定だった交通量調査は、新型コロナウイルスの影響で延期された[97]。

## 地理

### 通過する自治体
本線
- 三重県
  - 四日市市 - 桑名市 - 員弁郡東員町 - 四日市市 - 三重郡菰野町 - 四日市市 - 鈴鹿市 - 亀山市
- 滋賀県
  - 甲賀市 - 大津市 - 栗東市 - 大津市
- 京都府
  - 城陽市 - 京田辺市 - 八幡市
- 大阪府
  - 高槻市 - 茨木市 - 箕面市 - 豊能郡豊能町 - 箕面市 - 池田市
- 兵庫県
  - 川西市 - 川辺郡猪名川町 - 宝塚市 - 神戸市（北区）

亀山連絡路
- 三重県
  - 亀山市

大津連絡路
- 滋賀県
  - 草津市 - 大津市

### 通過予定の自治体
本線
- 京都府
  - 綴喜郡宇治田原町
- 大阪府
  - 枚方市

### 接続する高速道路
- E1A 伊勢湾岸自動車道（四日市JCTで直結）
- E23 東名阪自動車道（四日市JCTで接続）
- C3 東海環状自動車道（新四日市JCTで接続）
- E23 東名阪自動車道（亀山連絡路を経由して亀山JCTで接続）
- E1 名神高速道路（大津連絡路を経由して草津JCTで接続）
- E24 京奈和自動車道（城陽JCTで接続）
- E89 第二京阪道路（八幡京田辺JCTで接続）
- E1 名神高速道路（高槻JCT/ICで接続）
- E2A 中国自動車道（神戸JCTで接続）
- E2 山陽自動車道（神戸JCTで直結）

## ギャラリー

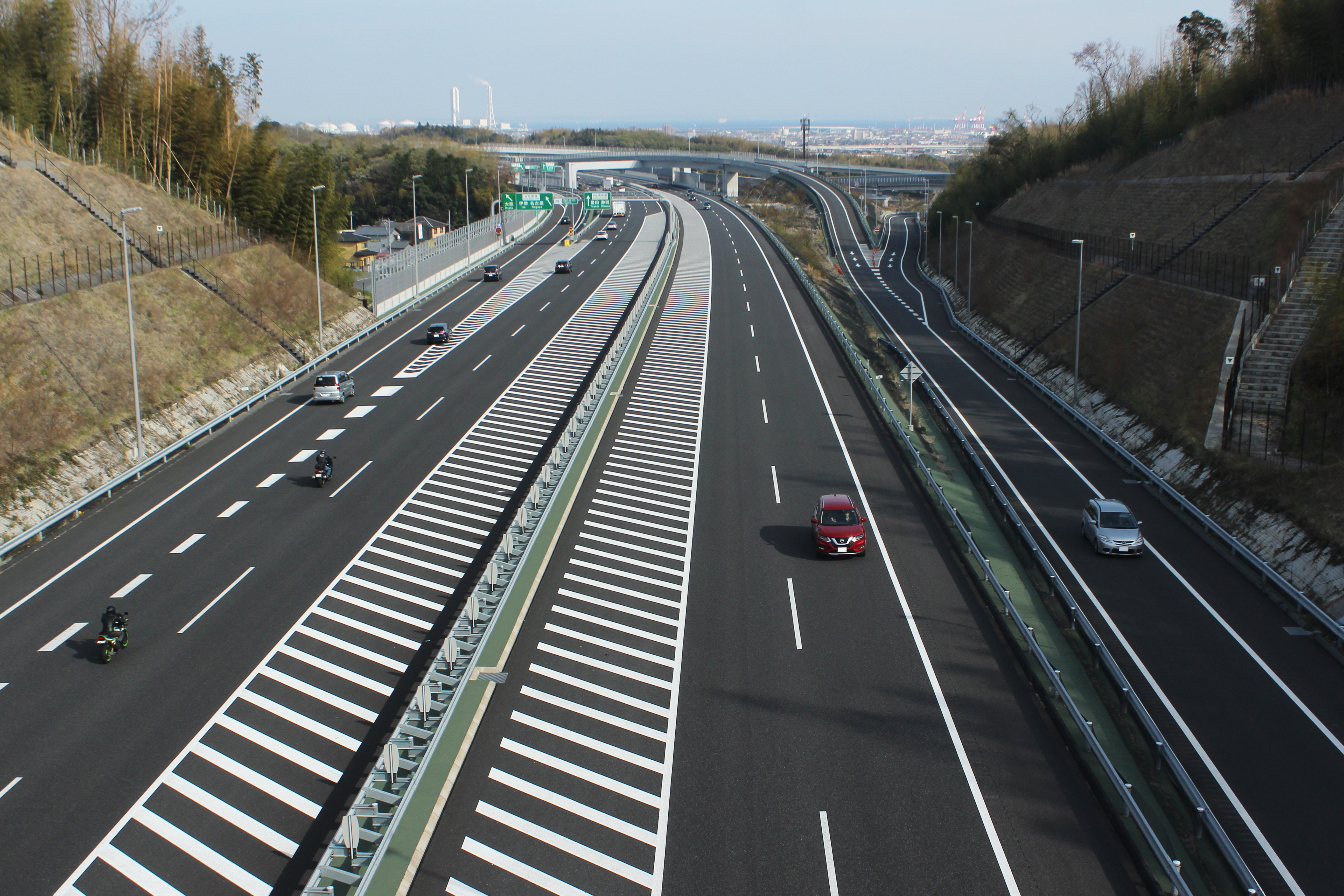
起点の四日市JCT付近を伊坂城橋から望む。奥は伊勢湾。
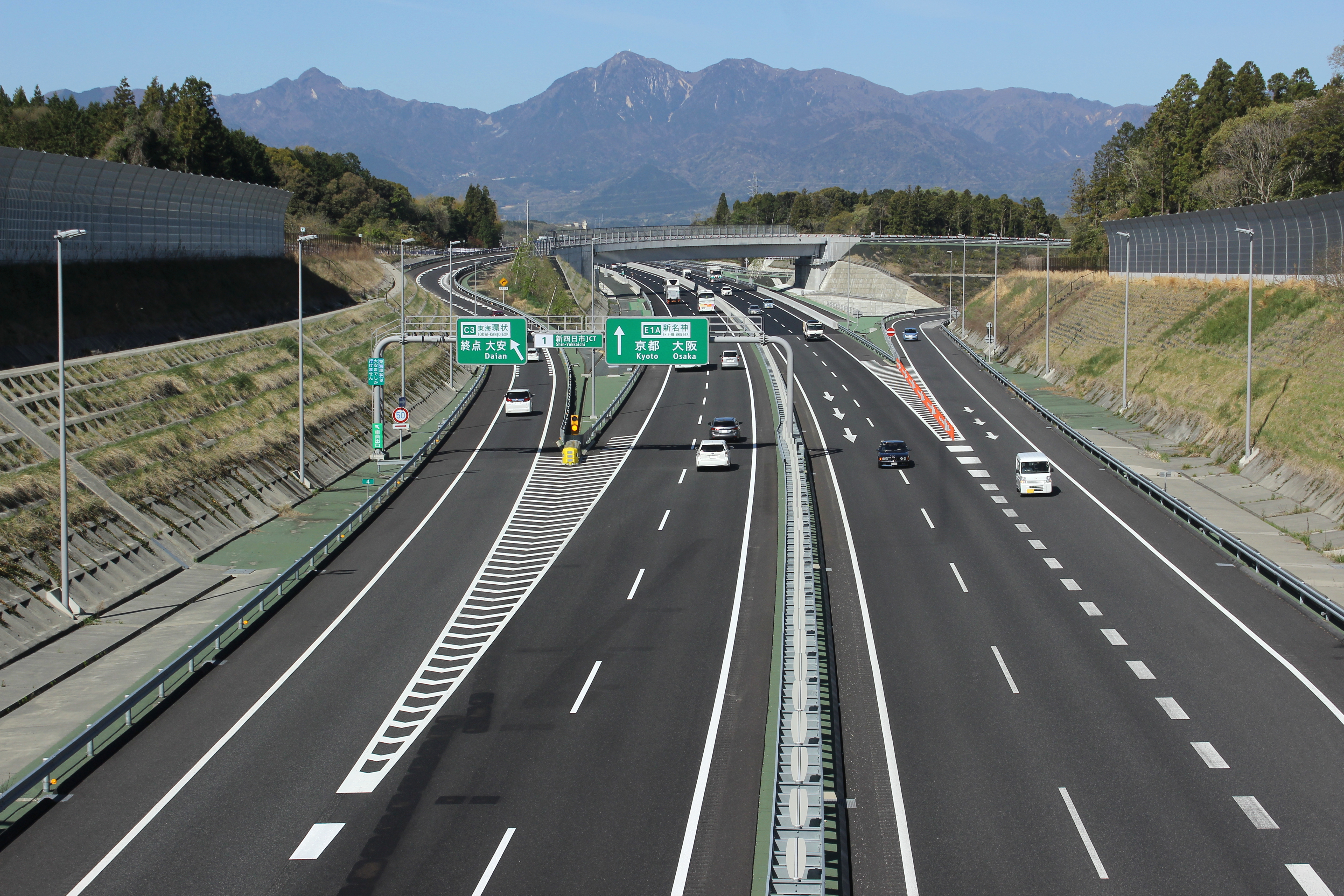
起点からほどなくして新四日市JCTを通過。C3東海環状自動車道と連絡。
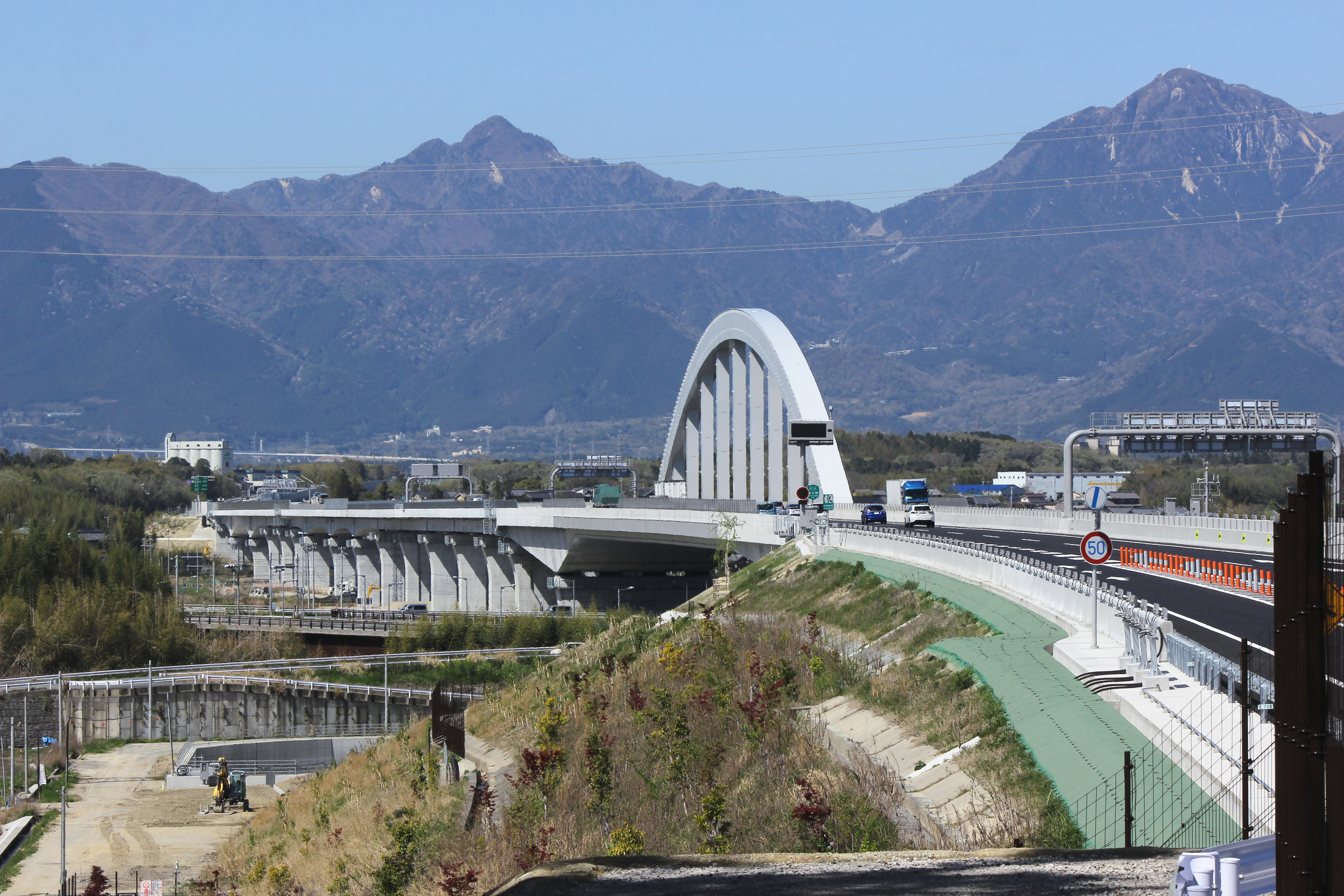
新四日市JCT通過後朝明川に架けられた単弦ローゼ橋を渡り、以後鈴鹿山脈の麓を通過。
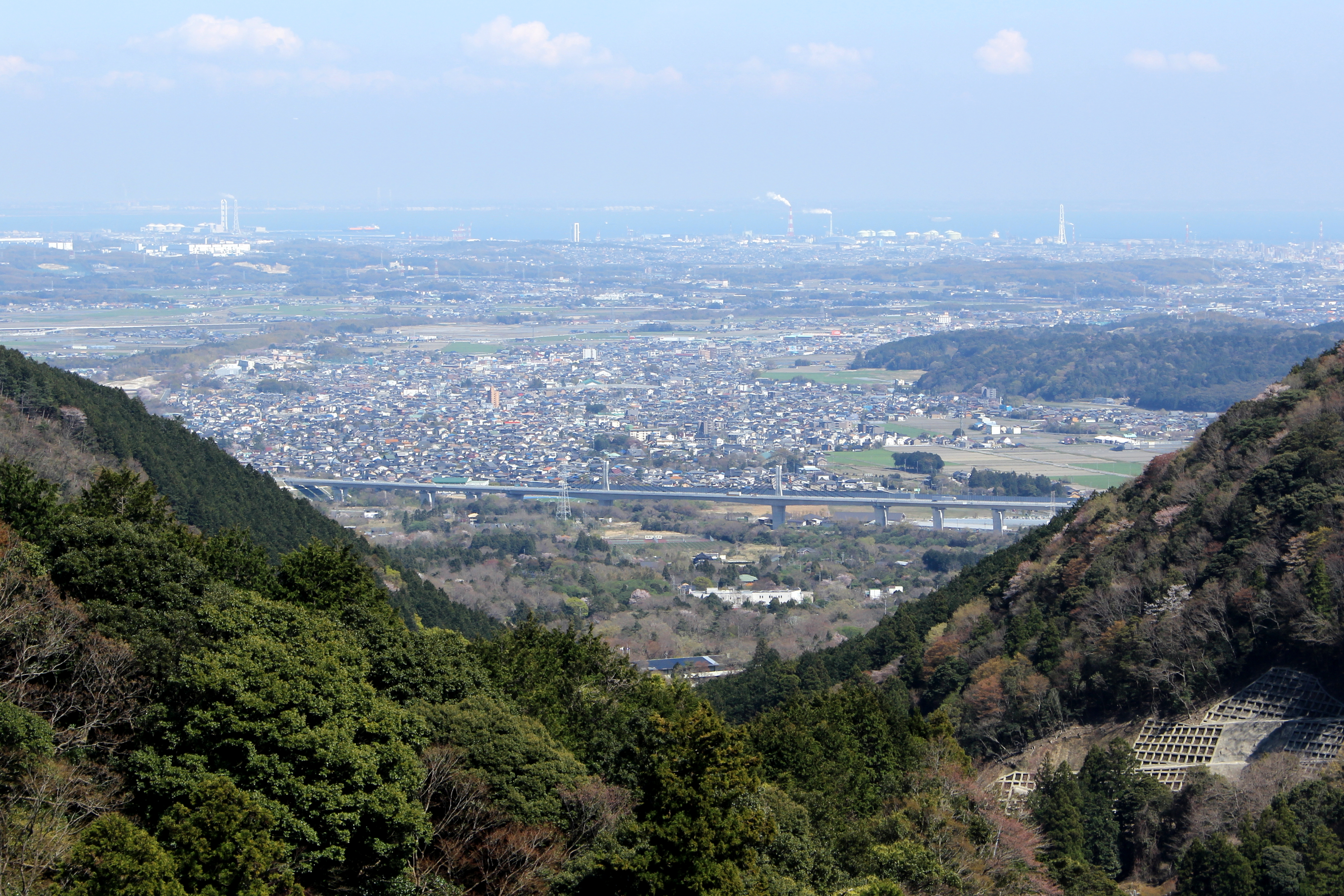
三滝川に架けられたエクストラドーズド橋を望む。奥は四日市コンビナート。
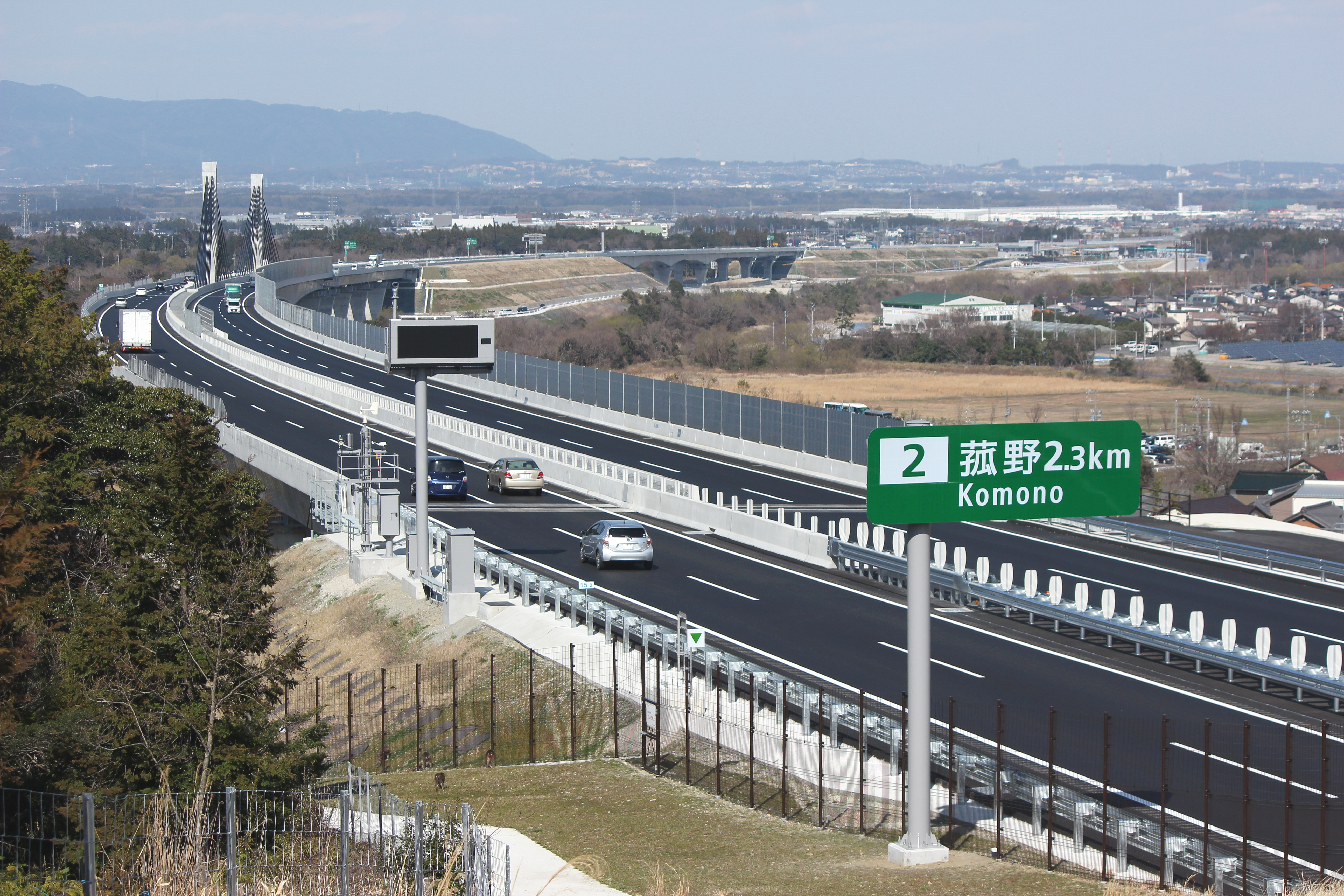
菰野市街を通過。奥に菰野ICを望む。起点から暫くは平野部を通行。
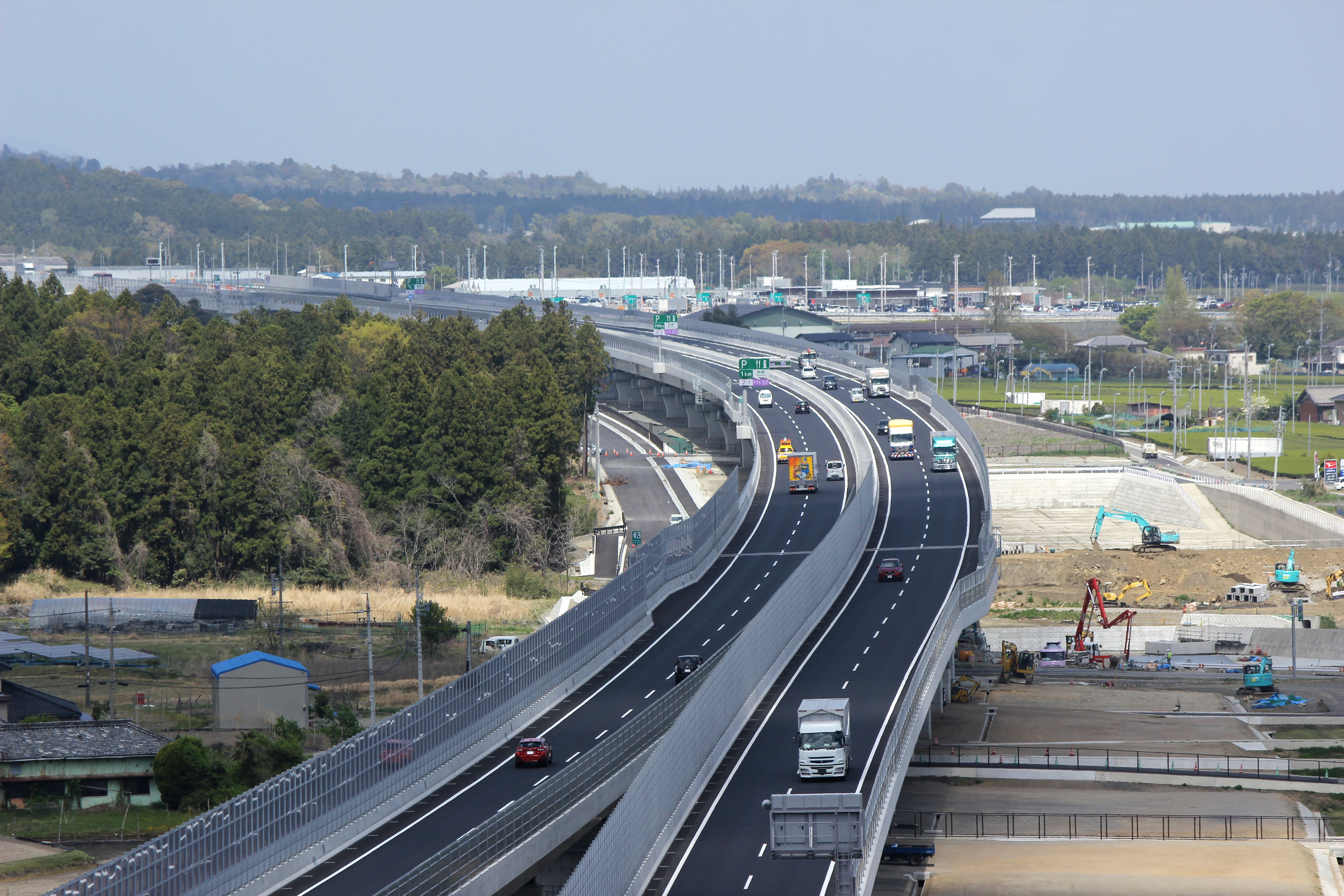
鈴鹿PA付近。この後すぐに野登トンネルに入る。トンネルを抜けると亀山西JCTに到達する。
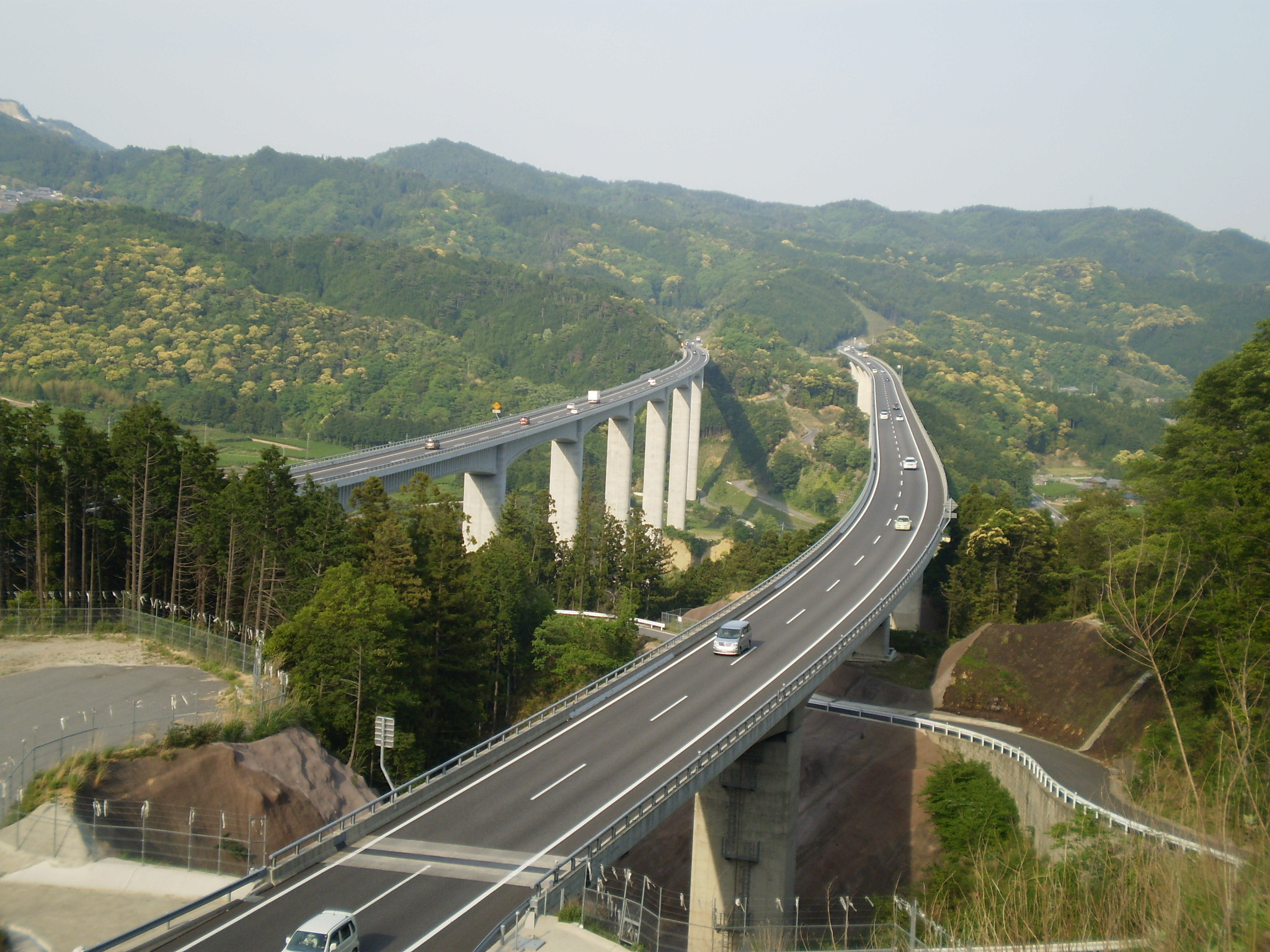
池山高架橋付近より安坂山トンネル方面を望む
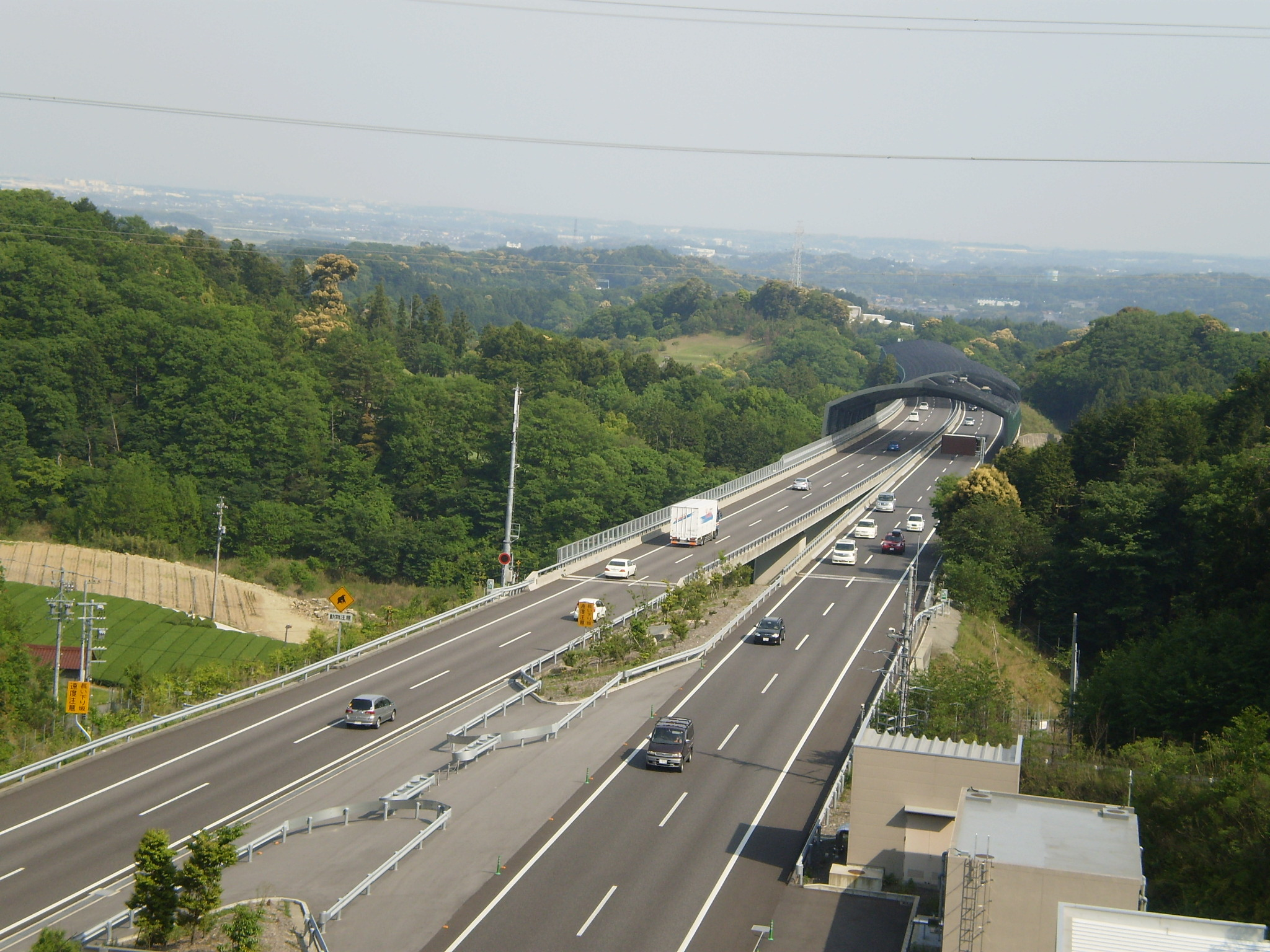
安坂山トンネル南坑口より亀山JCT方面を望む
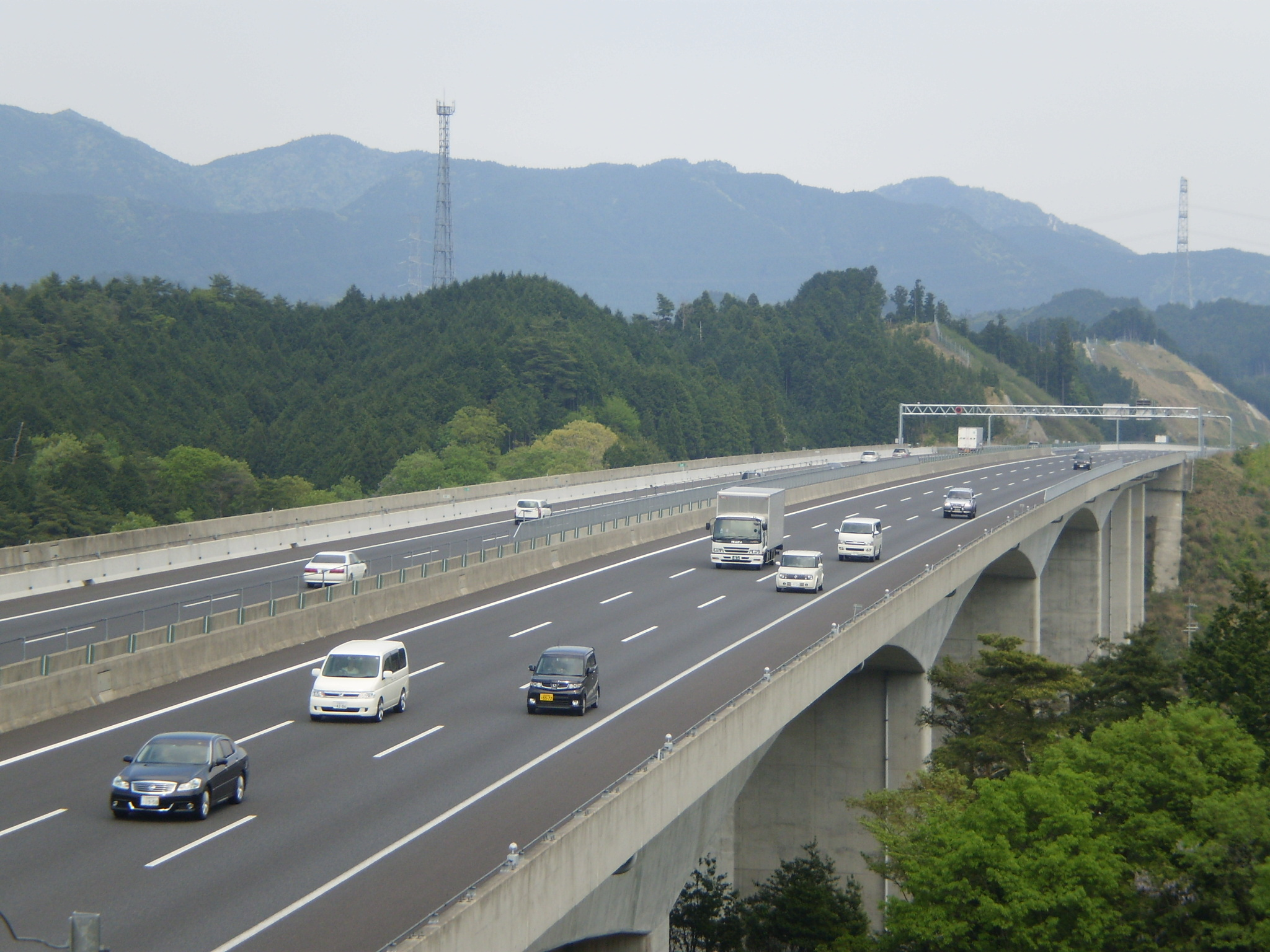
土山橋付近より鈴鹿トンネル方面を望む
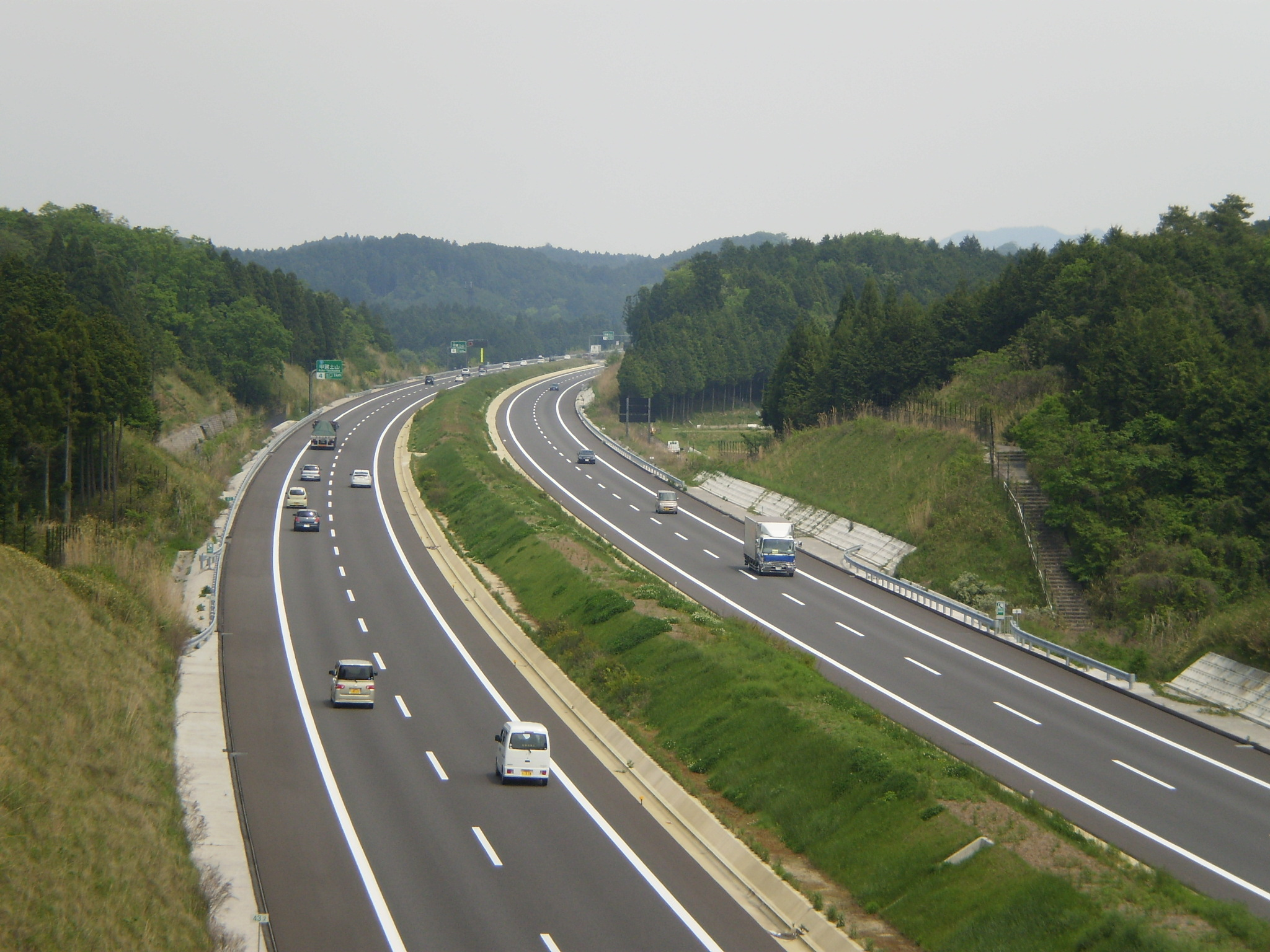
大水戸跨道橋より甲賀土山IC方面を望む
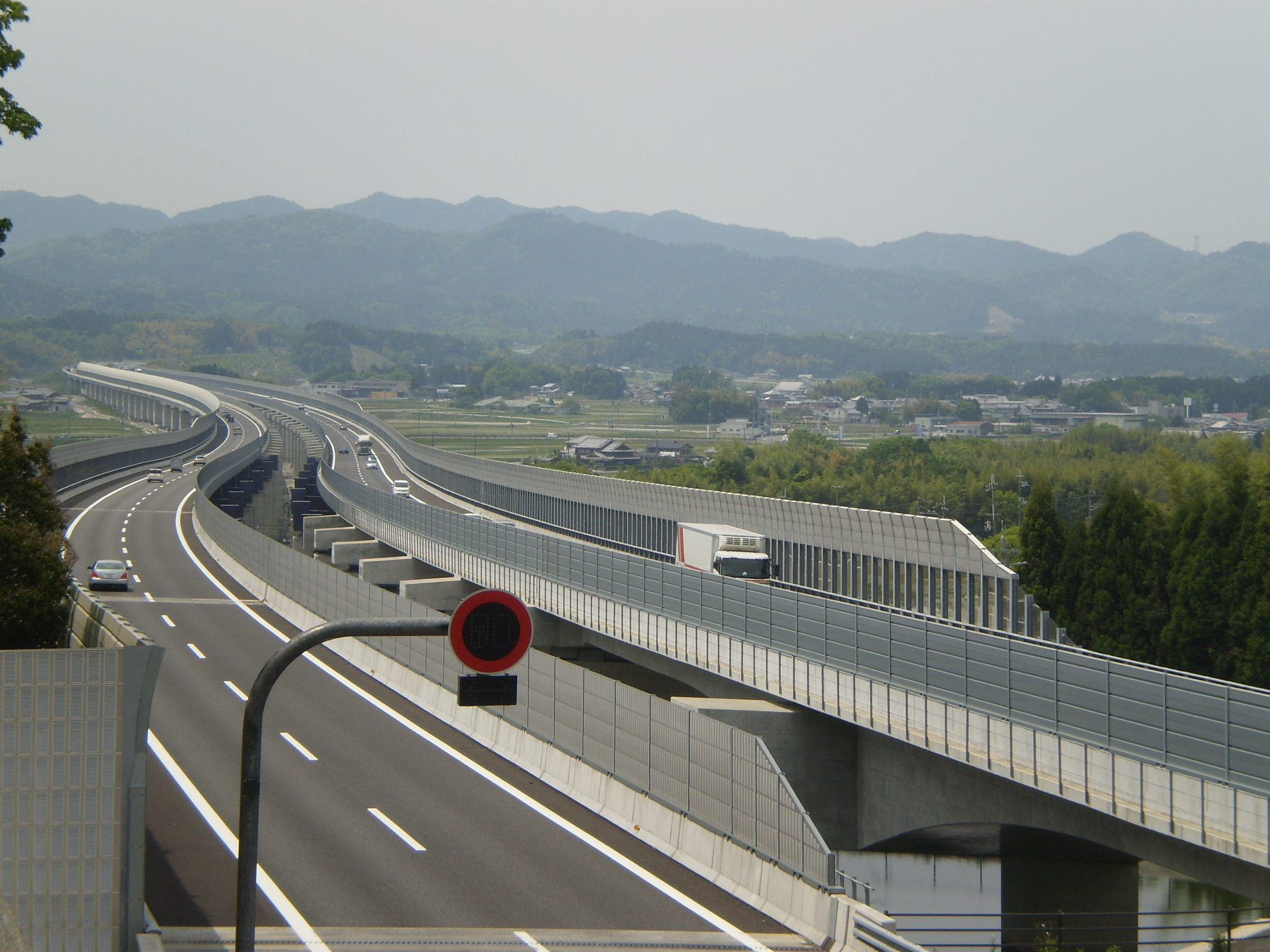
高野高架橋付近より甲南IC/PA方面を望む[注釈 15]
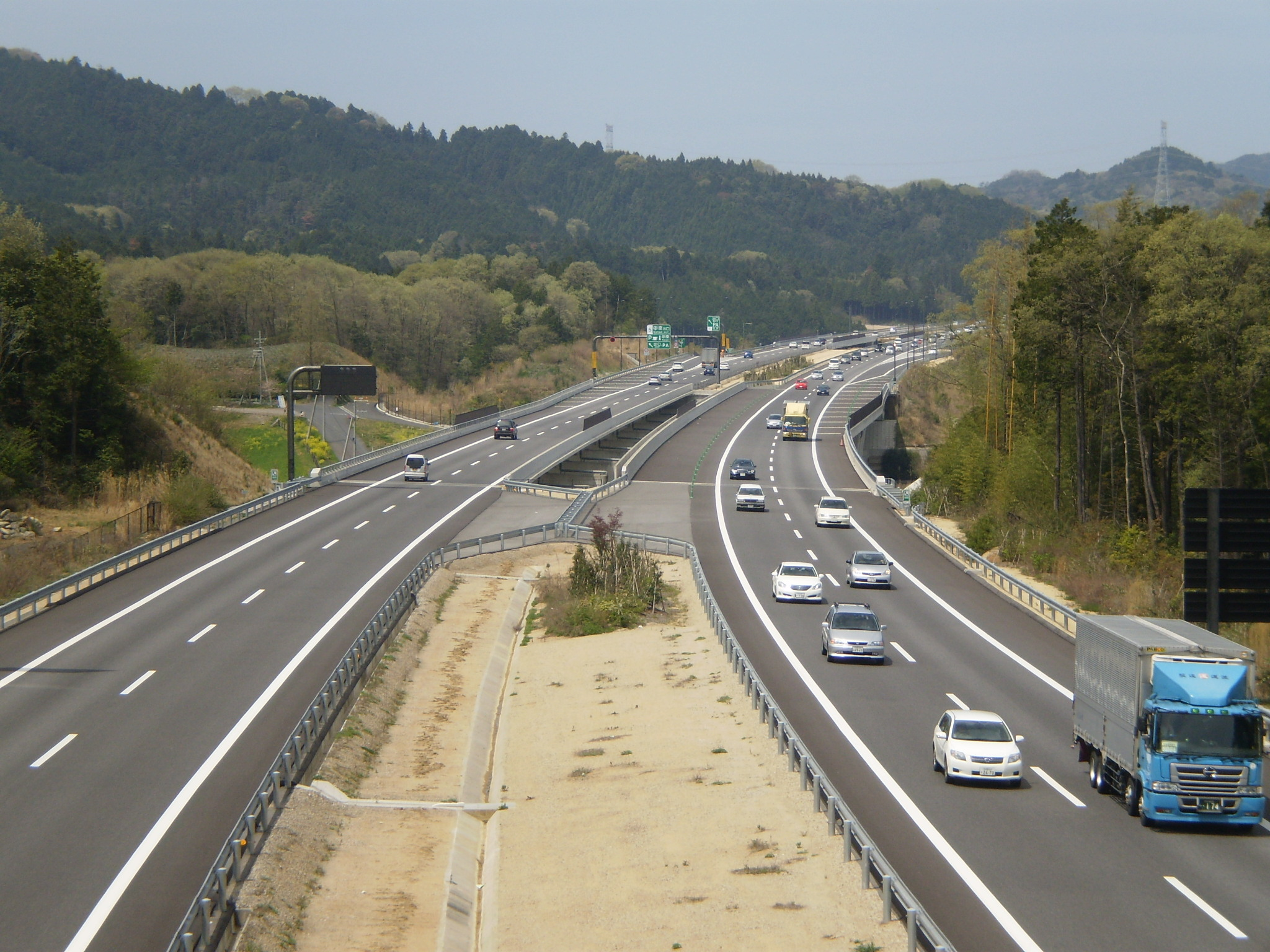
竜法師跨道橋より甲南IC/PA方面を望む
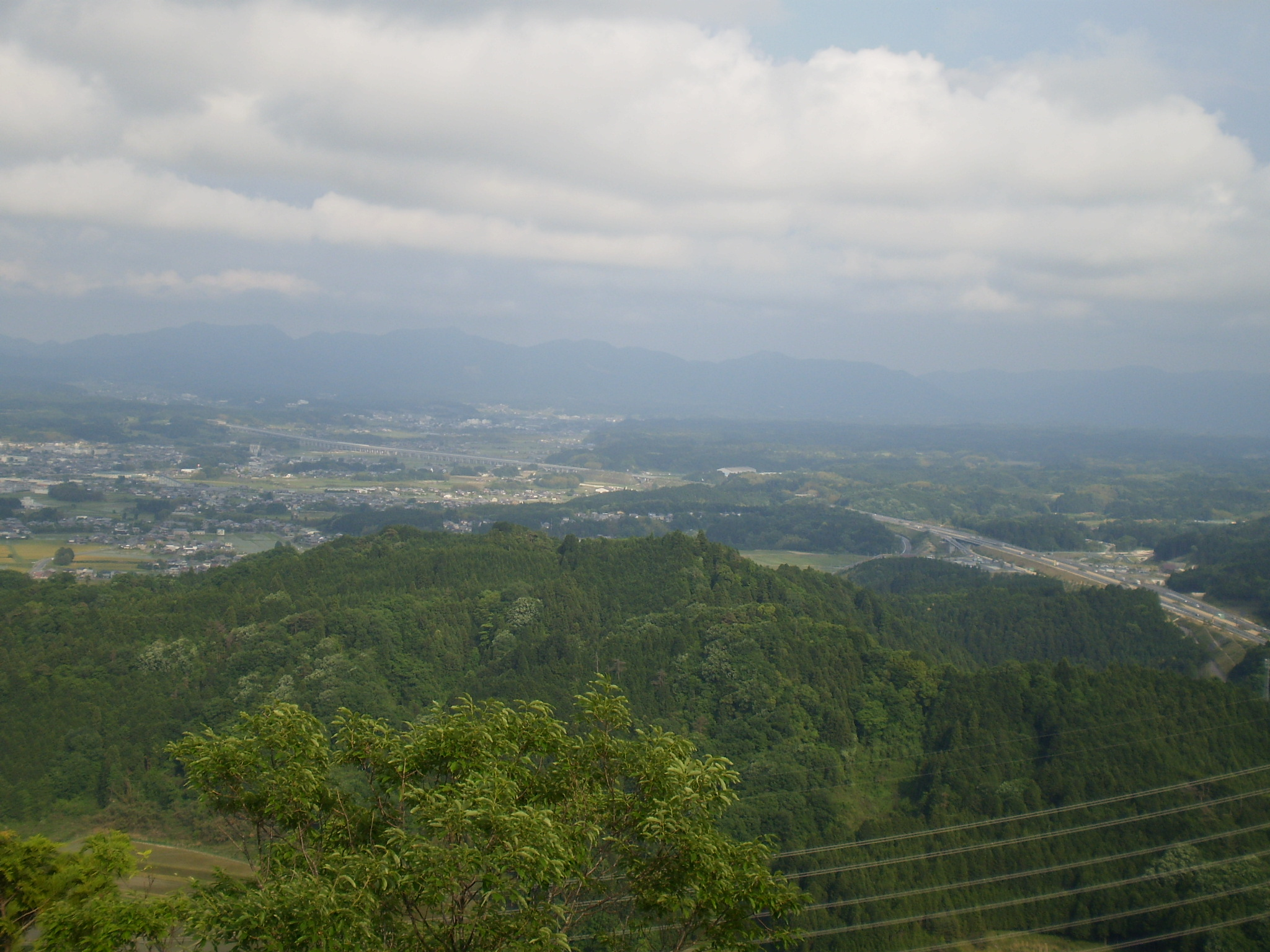
広徳寺展望台より甲賀土山IC方面を望む
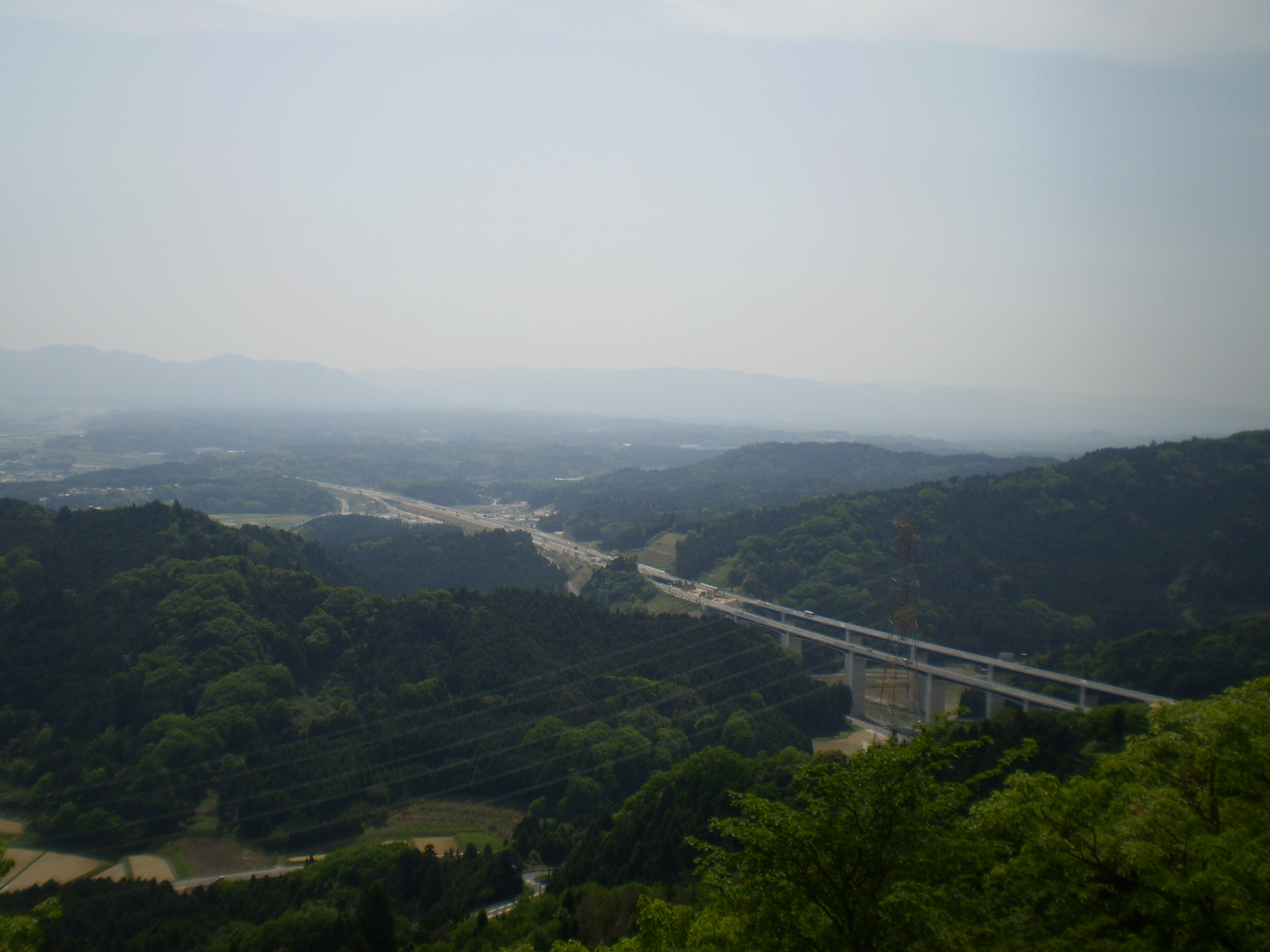
広徳寺展望台より甲南IC/PA方面を望む
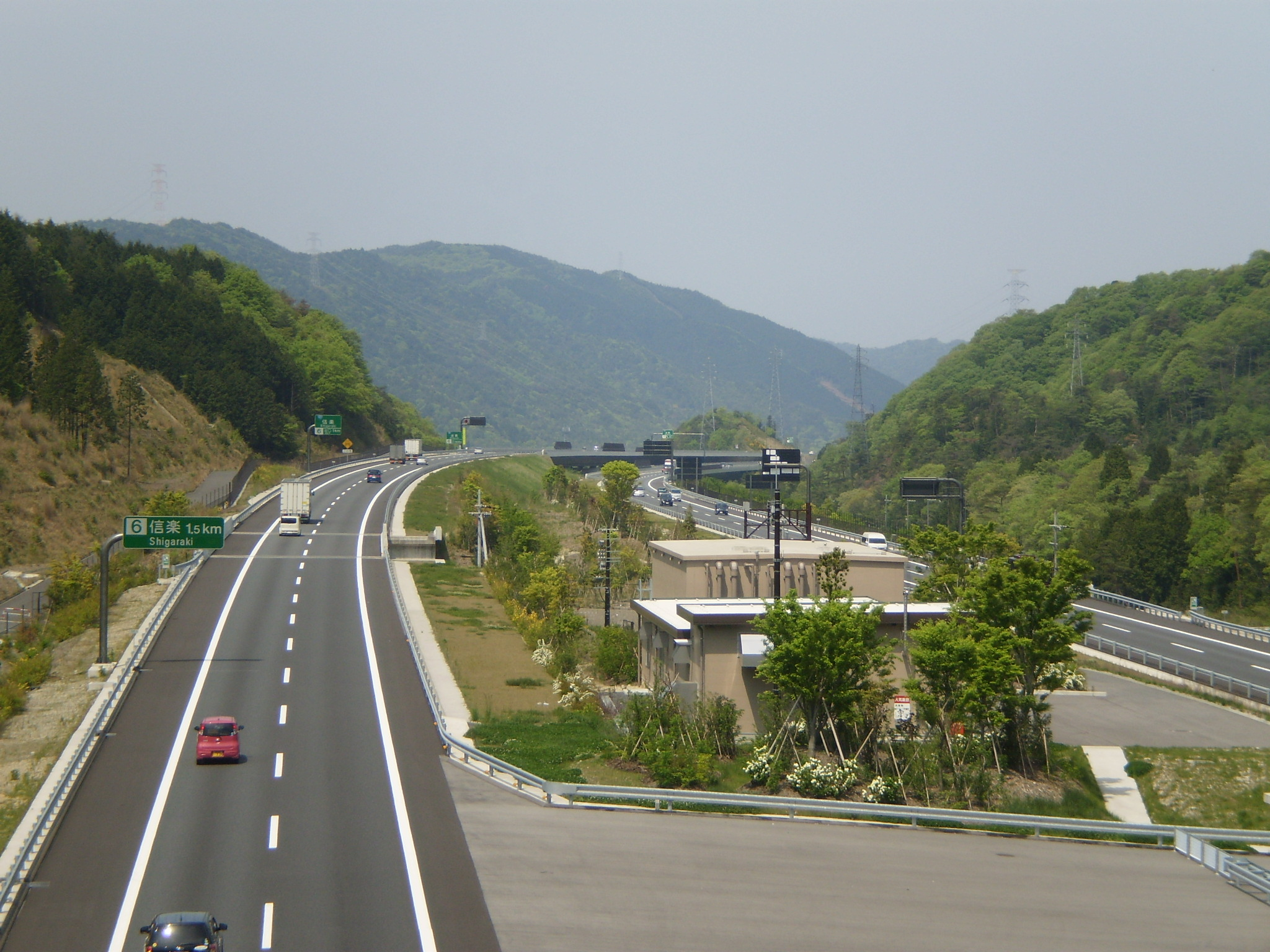
甲南トンネル西坑口より信楽IC方面を望む
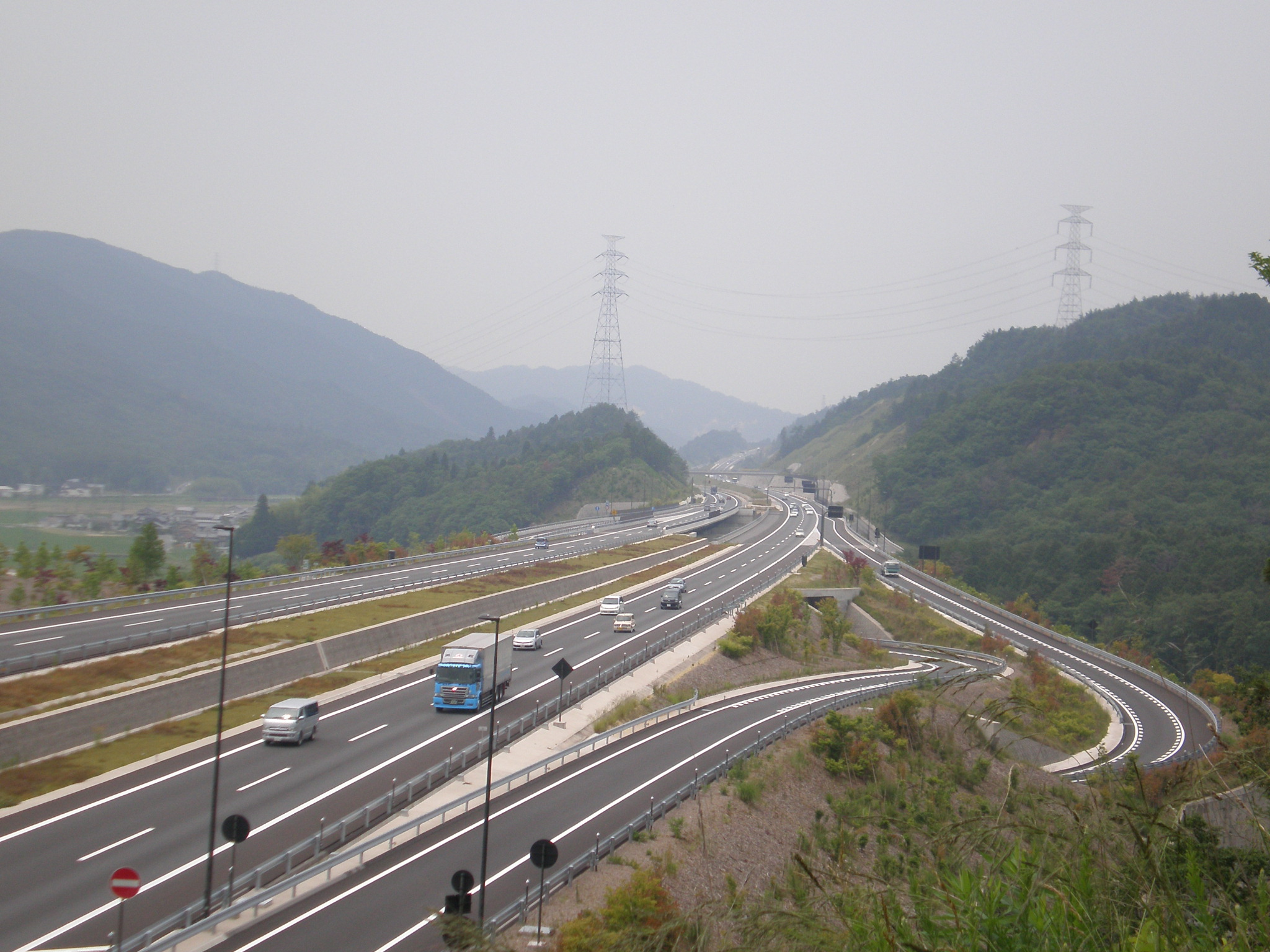
信楽IC付近より金勝山トンネル方面を望む[注釈 16]
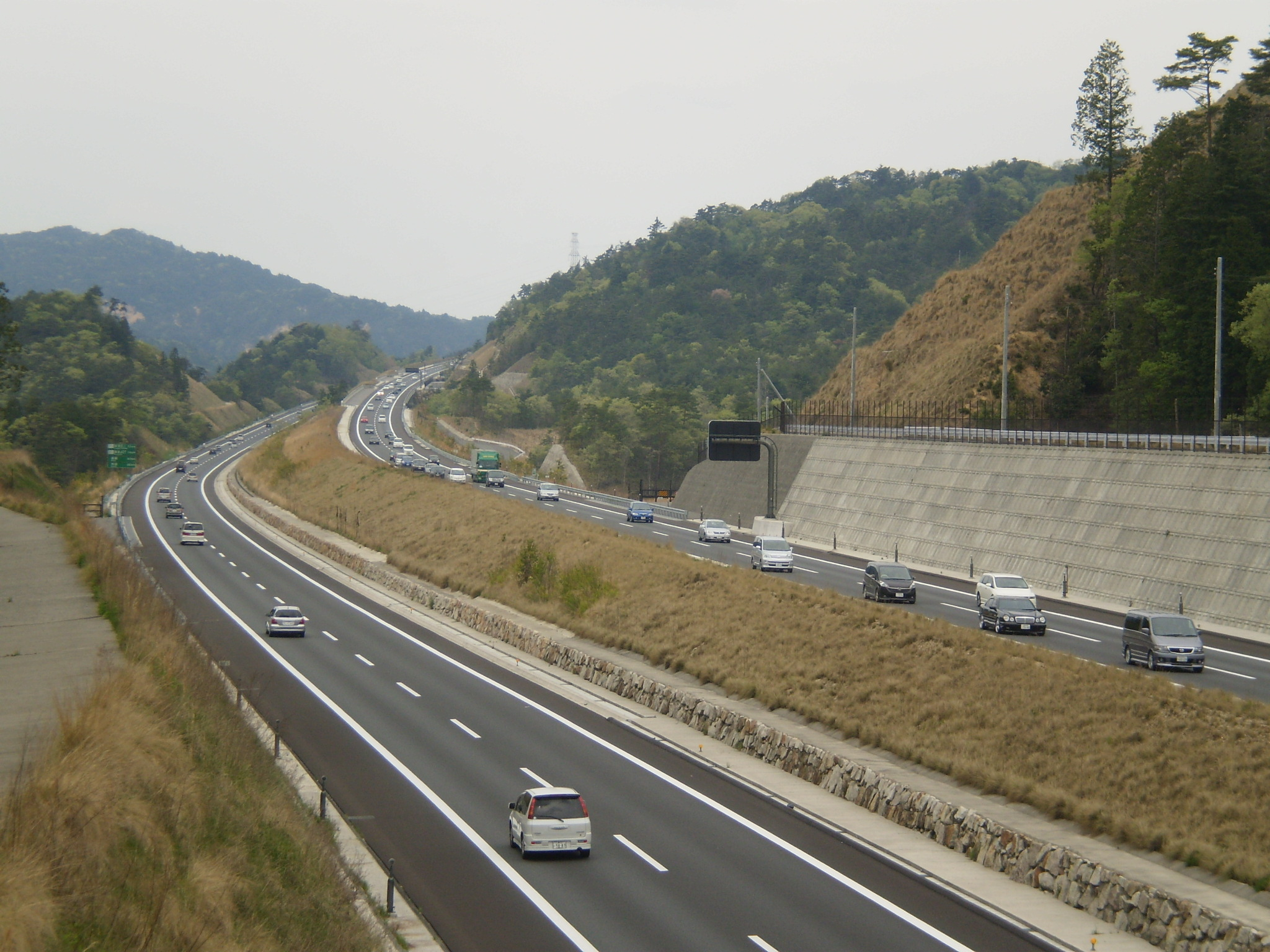
黄瀬跨道橋より金勝山トンネル方面を望む